# Comuna Gurghiu, Mureș
Gurghiu (în maghiară Görgényszentimre, în germană Görgen) este o comună în județul Mureș, Transilvania, România, formată din satele Adrian, Cașva, Comori, Fundoaia, Glăjărie, Gurghiu (reședința), Larga, Orșova, Orșova-Pădure și Păuloaia.

## Demografie
Componența etnică a comunei Gurghiu
     Români (63,06%)
     Maghiari (22,68%)
     Romi (6,85%)
     Alte etnii (0,05%)
     Necunoscută (7,36%)
Componența confesională a comunei Gurghiu
     Ortodocși (61,3%)
     Romano-catolici (22,57%)
     Greco-catolici (3,33%)
     Reformați (1,97%)
     Penticostali (1,77%)
     Alte religii (1,34%)
     Necunoscută (7,72%)
Conform recensământului efectuat în 2021, populația comunei Gurghiu se ridică la 5.530 de locuitori, în scădere față de recensământul anterior din 2011, când fuseseră înregistrați 6.091 de locuitori. Majoritatea locuitorilor sunt români (63,06%), cu minorități de maghiari (22,68%) și romi (6,85%), iar pentru 7,36% nu se cunoaște apartenența etnică. Din punct de vedere confesional, majoritatea locuitorilor sunt ortodocși (61,3%), cu minorități de romano-catolici (22,57%), greco-catolici (3,33%), reformați (1,97%) și penticostali (1,77%), iar pentru 7,72% nu se cunoaște apartenența confesională.

## Politică și administrație
Comuna Gurghiu este administrată de un primar și un consiliu local compus din 15 consilieri. Primarul, Laurențiu - Dumitru Boar[*], de la Partidul Național Liberal, este în funcție din 2004. Începând cu alegerile locale din 2024, consiliul local are următoarea componență pe partide politice:
|  | Partid                                 | Consilieri | Componența Consiliului | Componența Consiliului | Componența Consiliului | Componența Consiliului | Componența Consiliului | Componența Consiliului | Componența Consiliului |
|  | -------------------------------------- | ---------- | ---------------------- | ---------------------- | ---------------------- | ---------------------- | ---------------------- | ---------------------- | ---------------------- |
|  | Partidul Național Liberal              | 7          |                        |                        |                        |                        |                        |                        |                        |
|  | Uniunea Democrată Maghiară din România | 4          |                        |                        |                        |                        |                        |                        |                        |
|  | Partidul Social Democrat               | 2          |                        |                        |                        |                        |                        |                        |                        |
|  | Uniunea Salvați România                | 1          |                        |                        |                        |                        |                        |                        |                        |
|  | Alianța pentru Unirea Românilor        | 1          |                        |                        |                        |                        |                        |                        |                        |

## Atracții turistice
- Biserica reformată din satul Gurghiu, construcție 1756
- Biserica romano-catolică din Gurghiu
- Mănăstirea din satul Cașva
- Castelul Bornemissza din satul Gurghiu, construcție 1733
- Rezervația naturală "Poiana Narciselor"

## Personalități născute aici
- Teodor Mărgineanu (1932 - 1957), ofițer, luptător anticomunist.

## Imagini

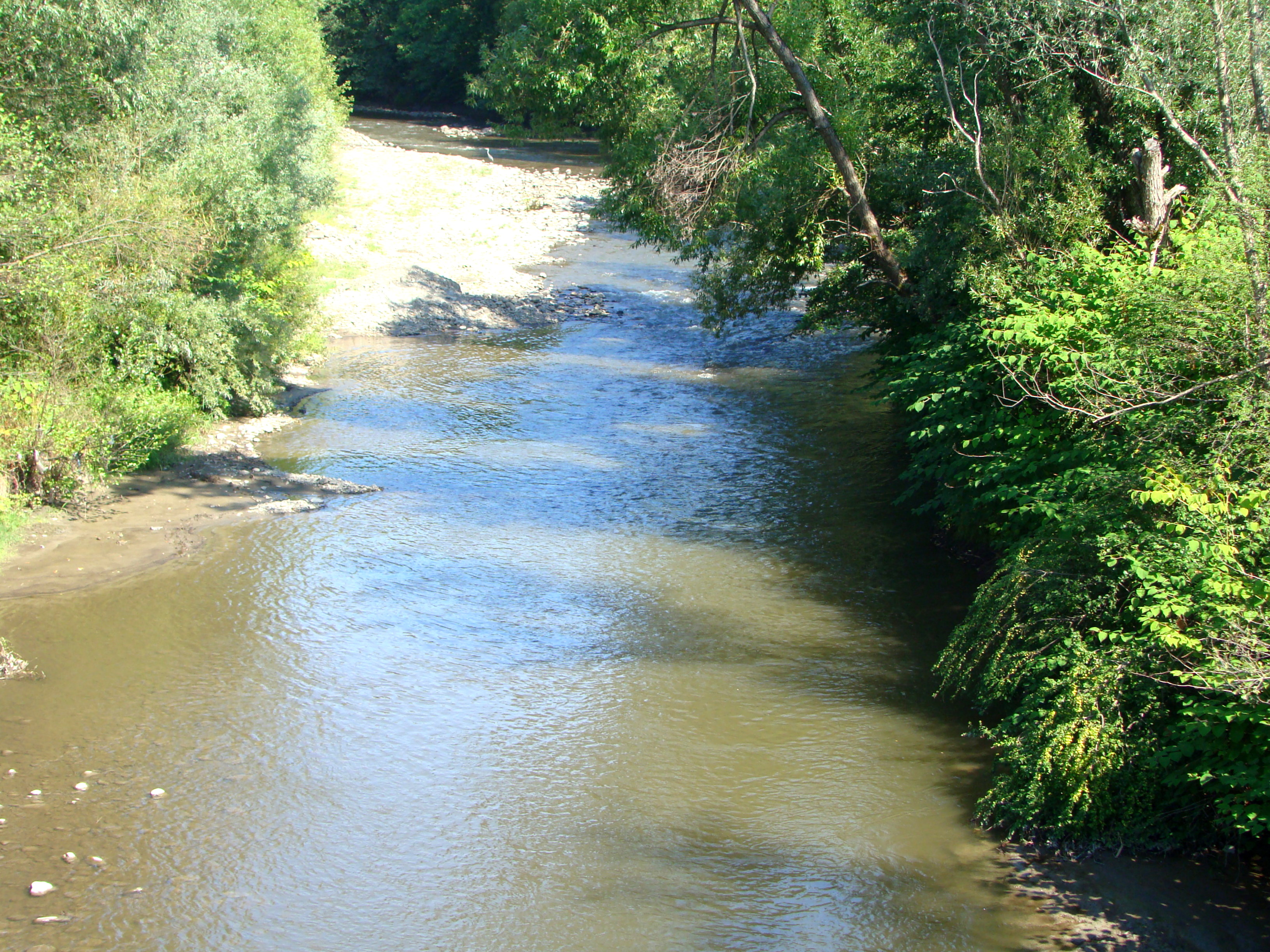
Râul Gurghiu la Gurghiu
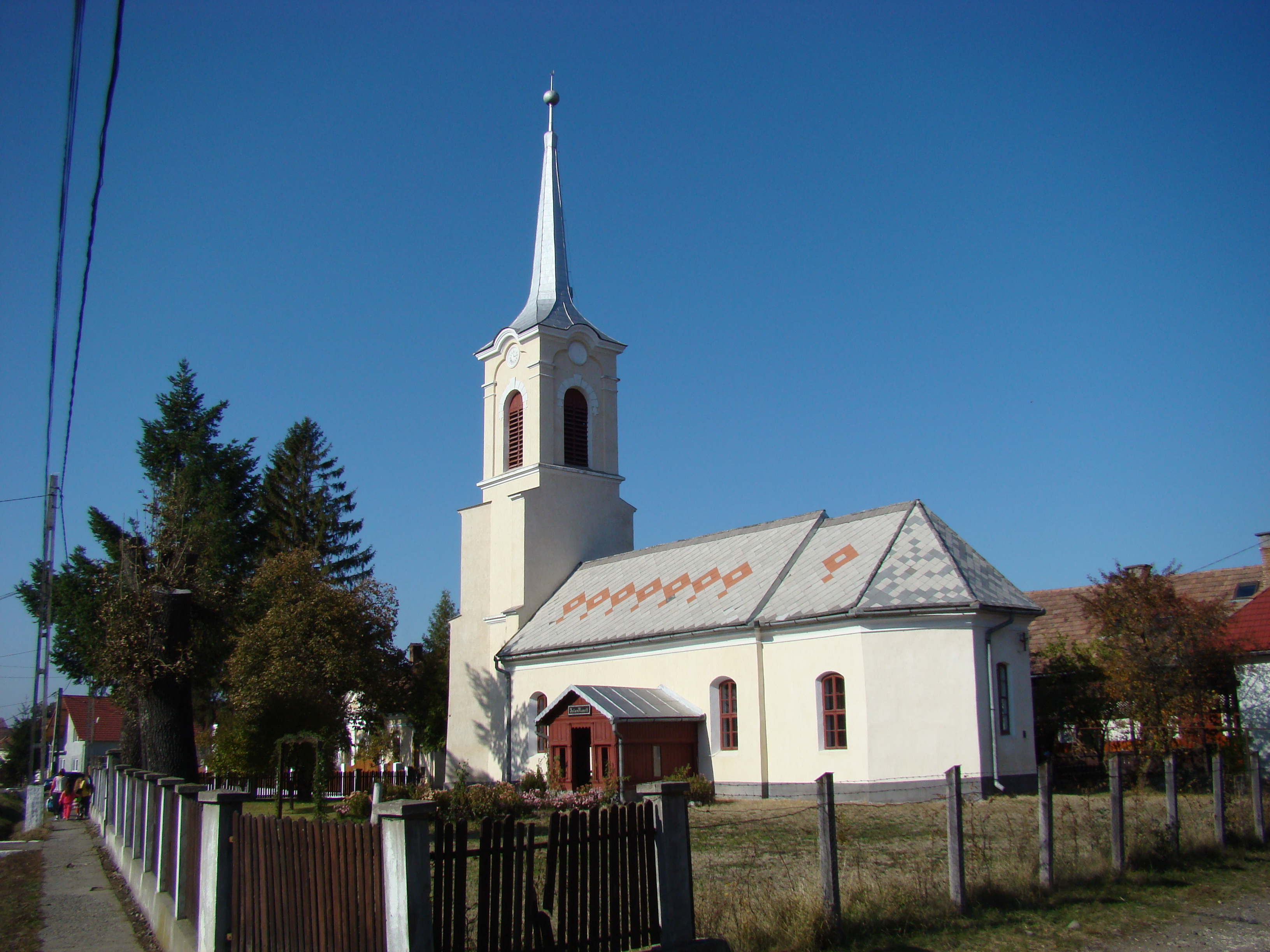
Biserica reformată din Gurghiu
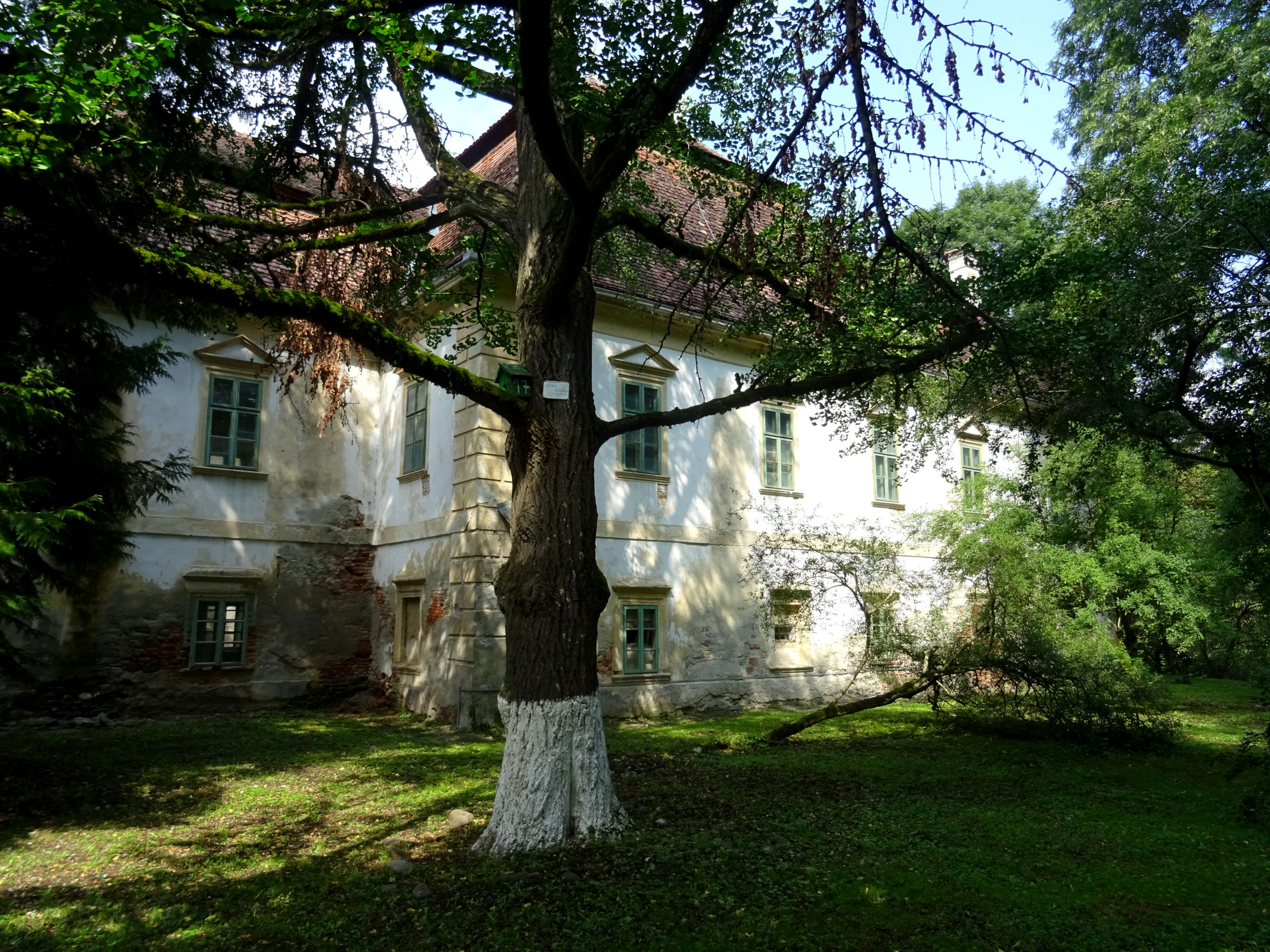
Castelul Rákóczi-Bornemisza
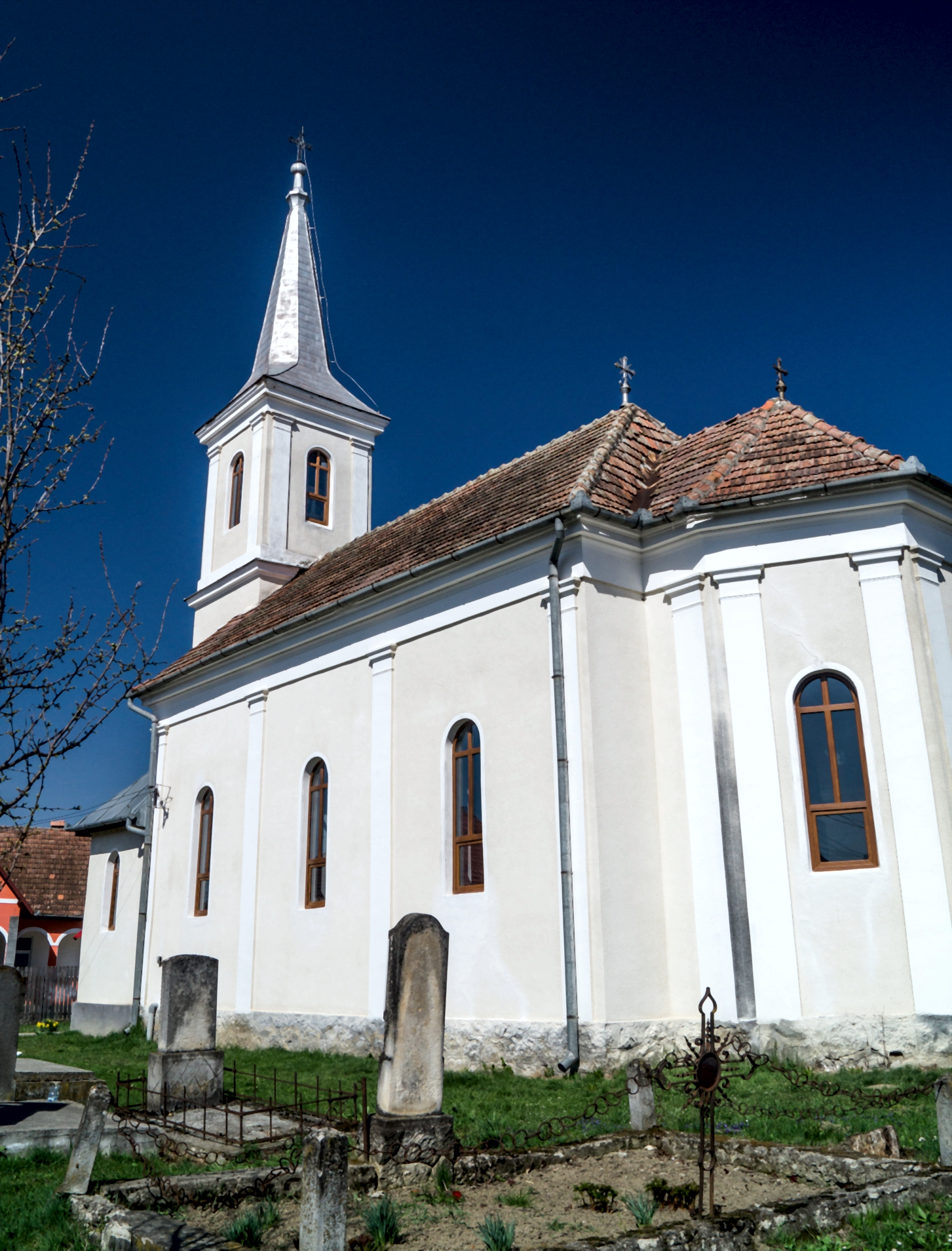
Biserica satului Adrian
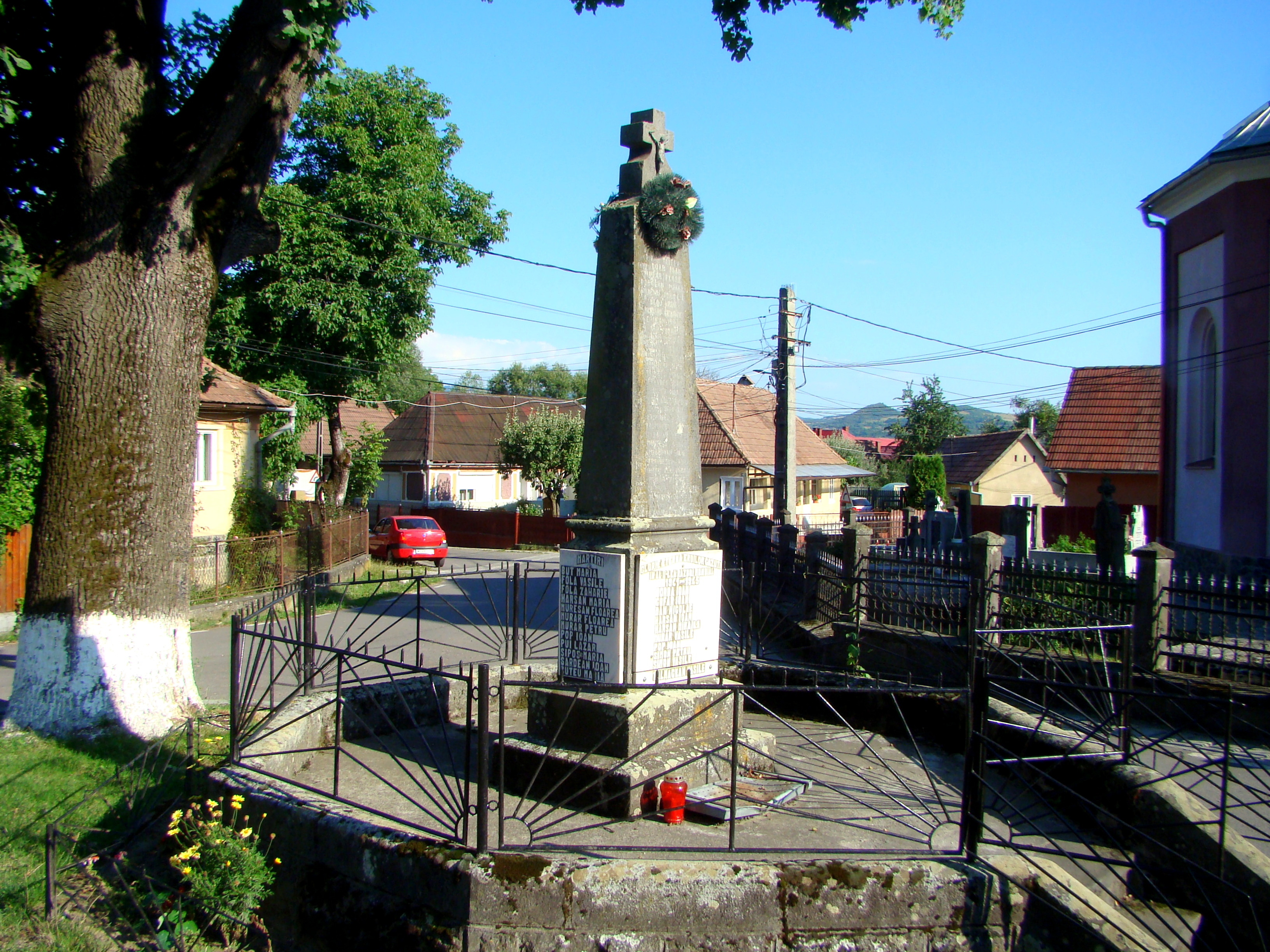
Monumentul eroilor din Cașva
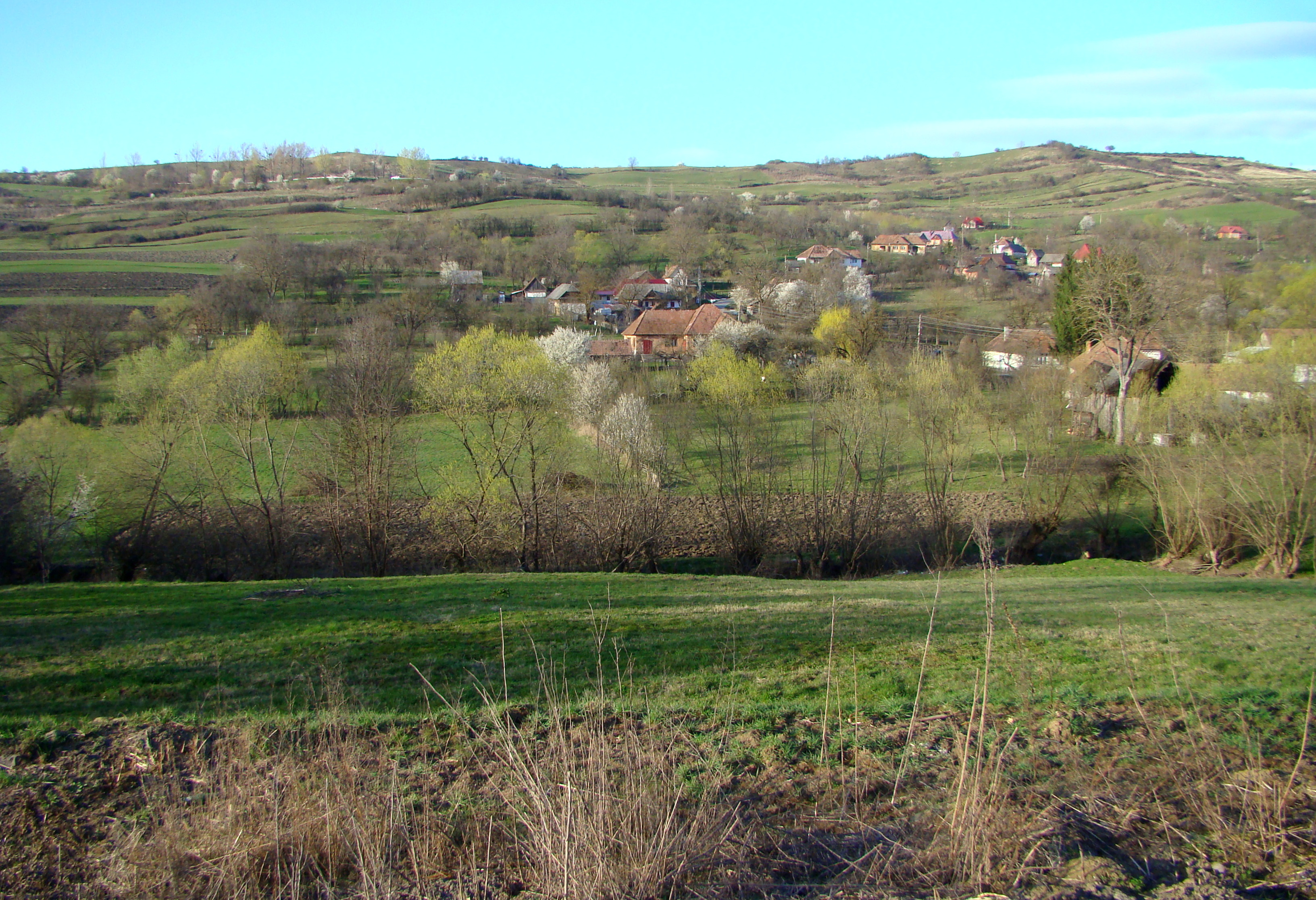
Comori
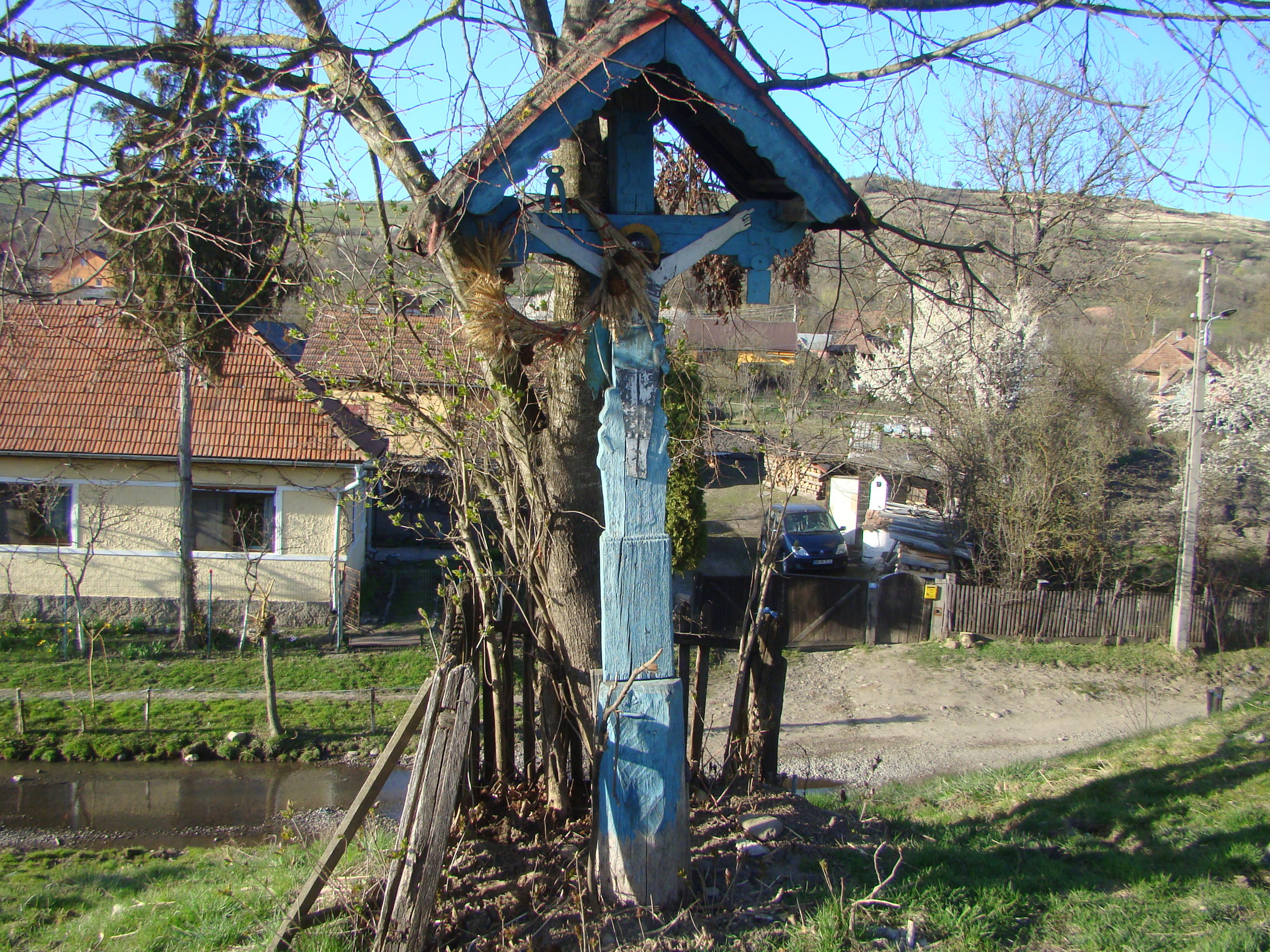
Troiță
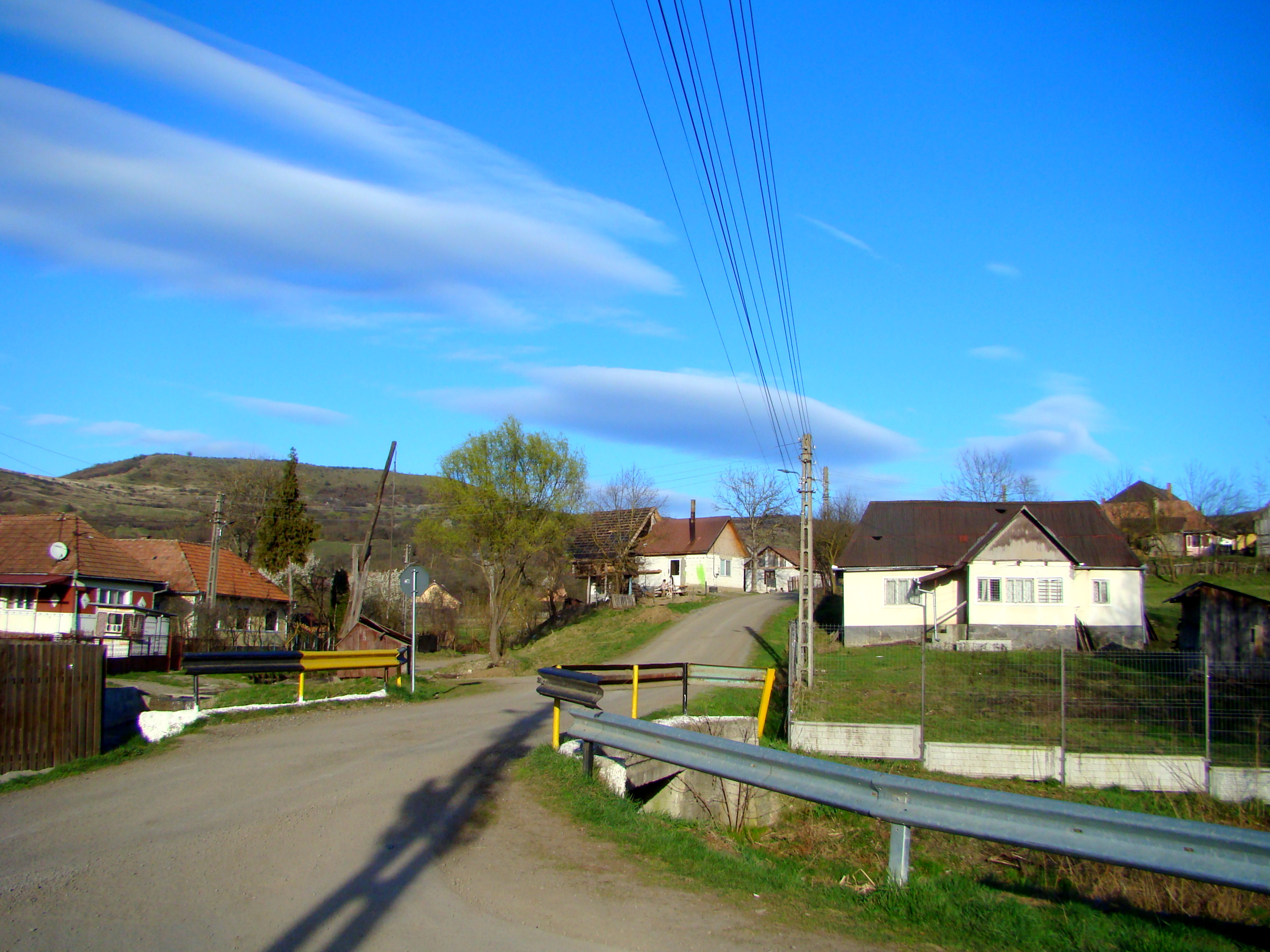
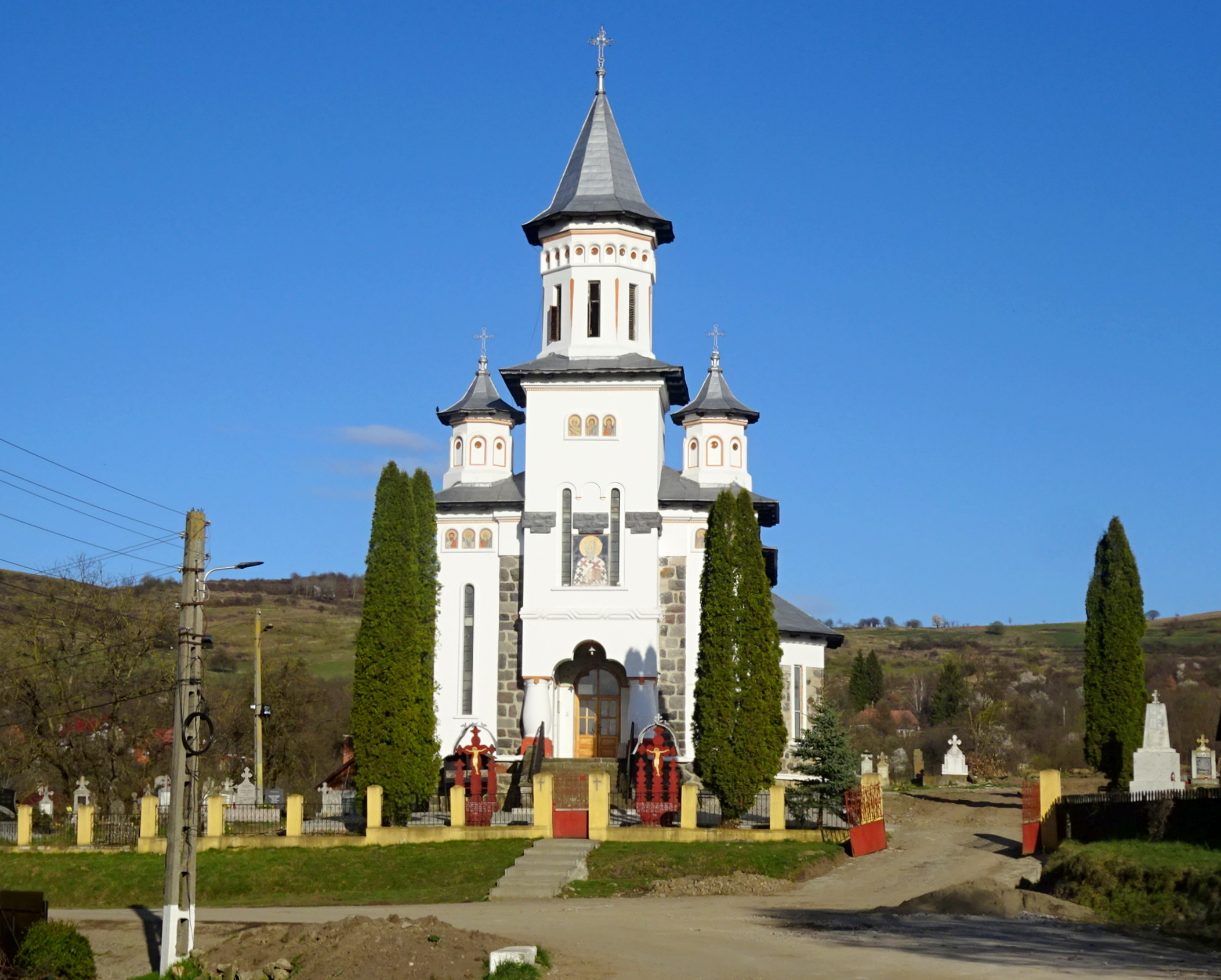
Biserica Sfântul Nicolae din Comori
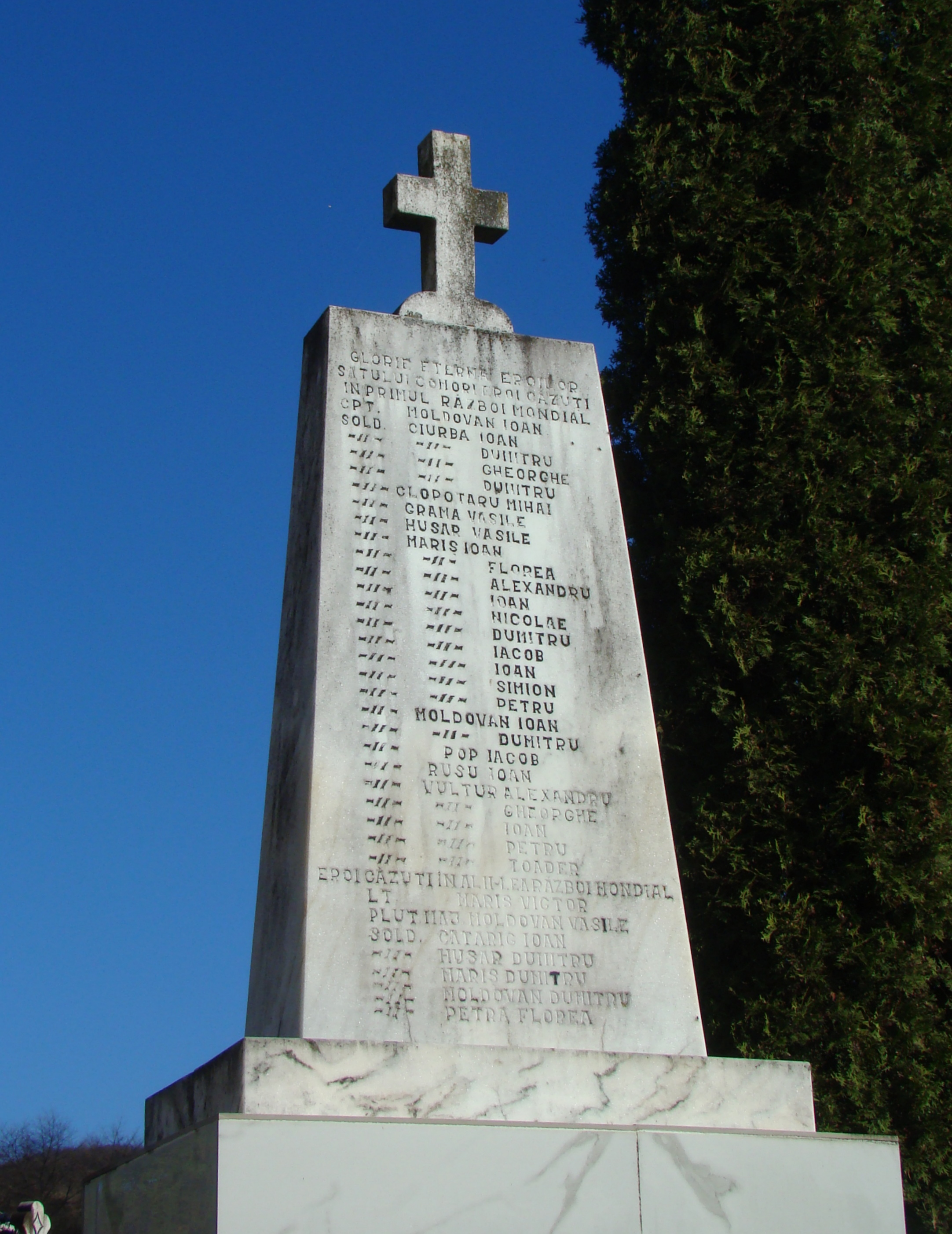
Monumentul eroilor
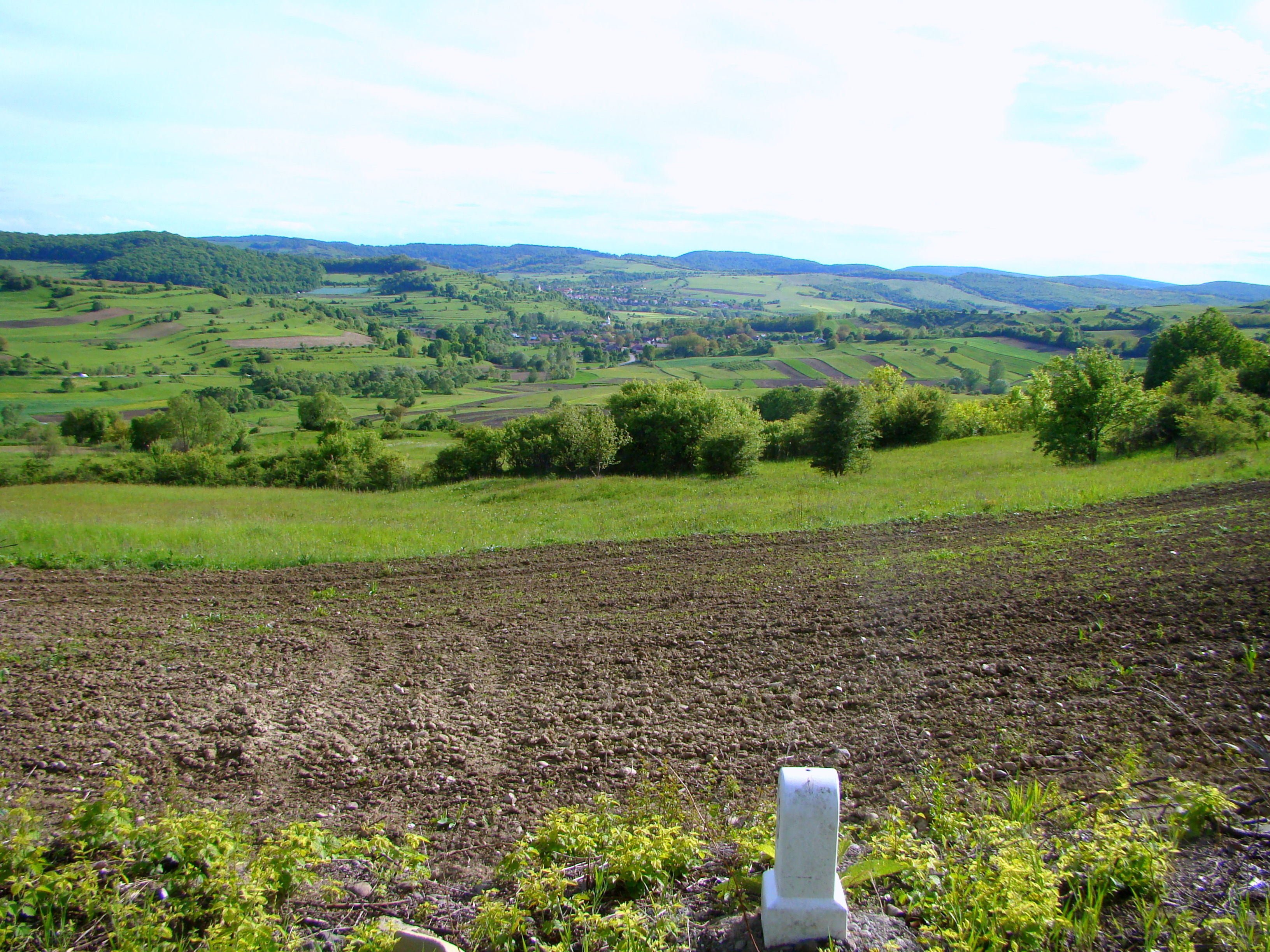
Comori
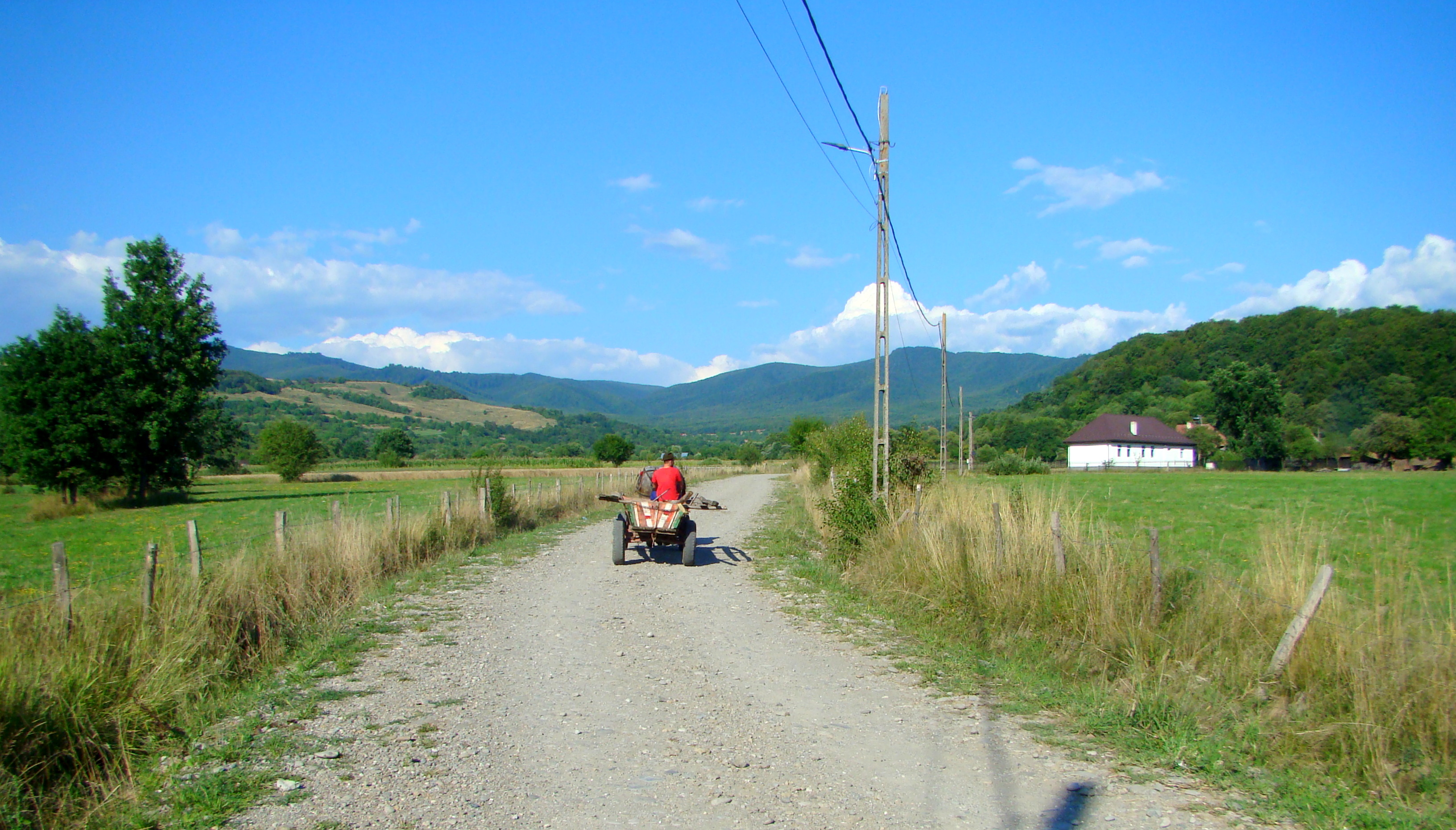
Drumul spre satul Fundoaia
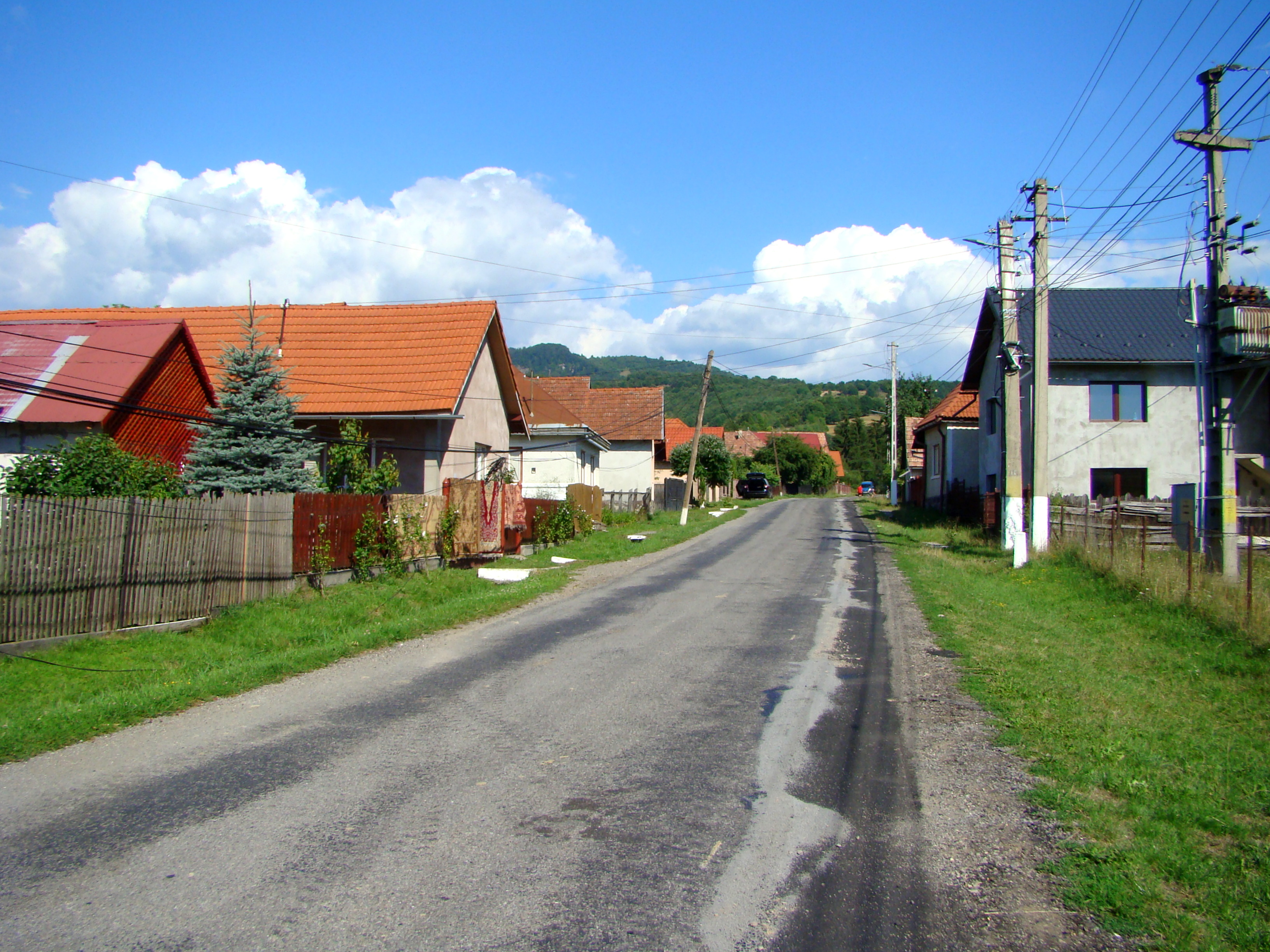
Glăjărie
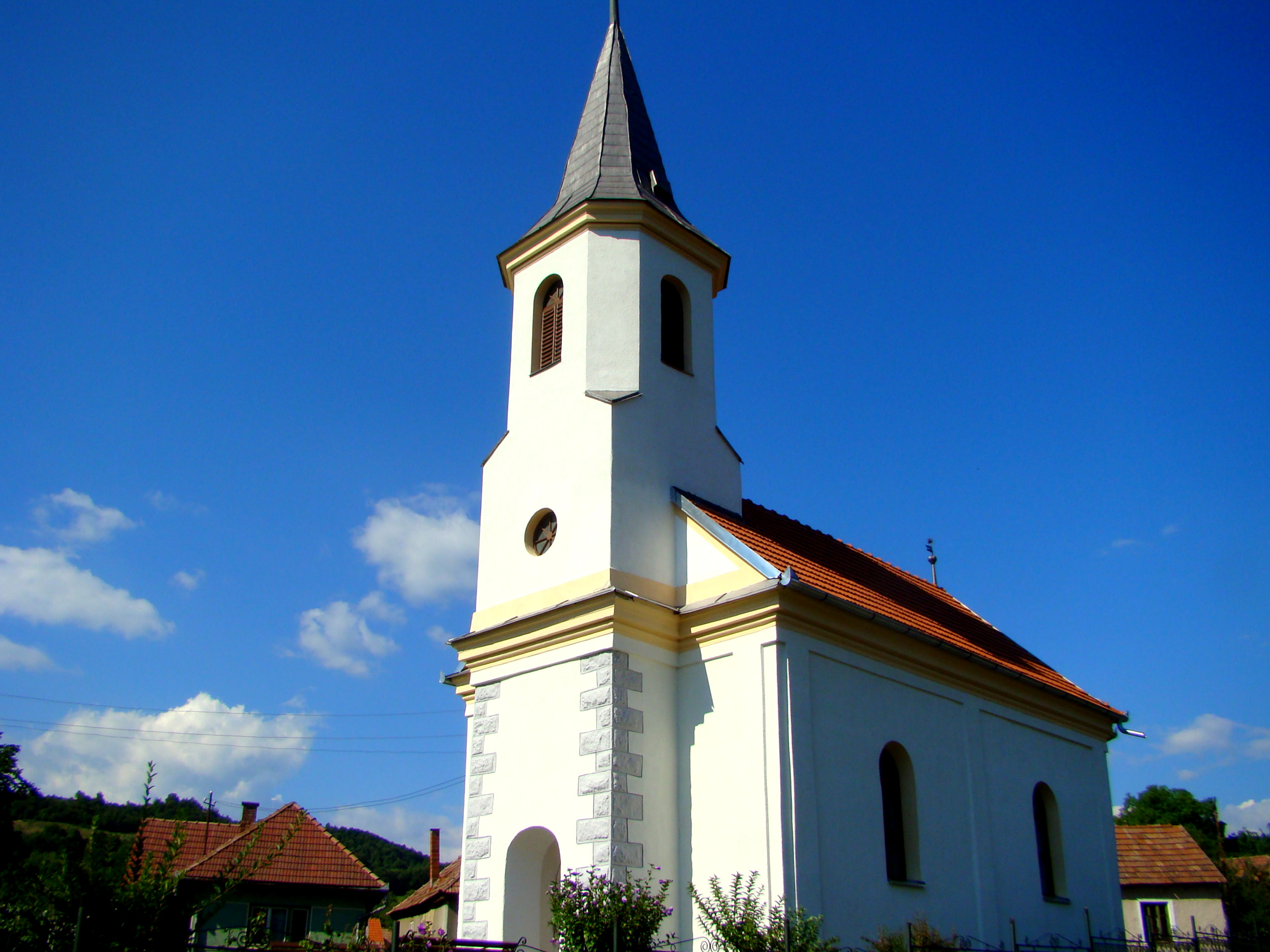
Biserica reformată din Glăjărie
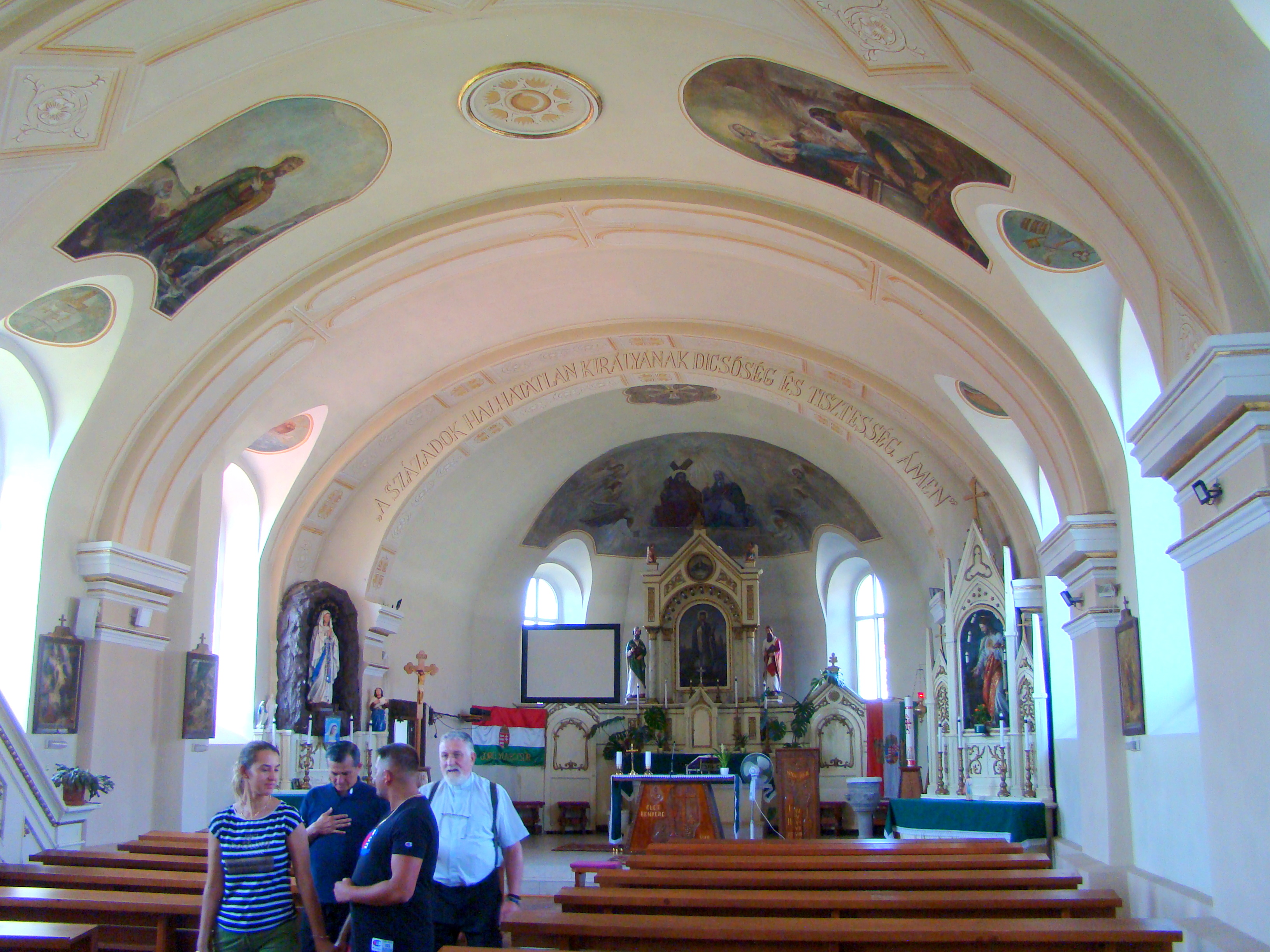
Biserica romano-catolică din Glăjărie
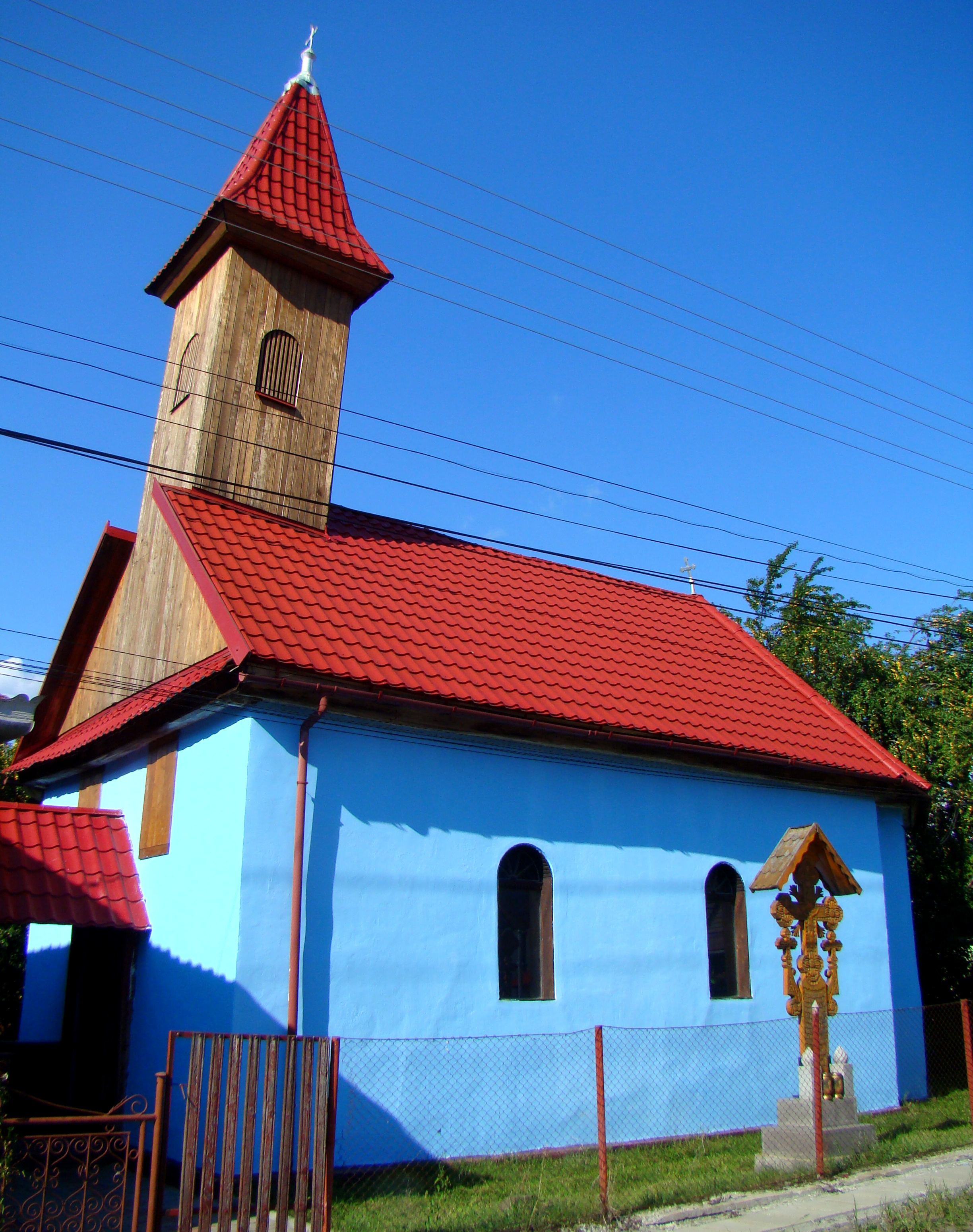
Capela ortodoxă din Glăjărie
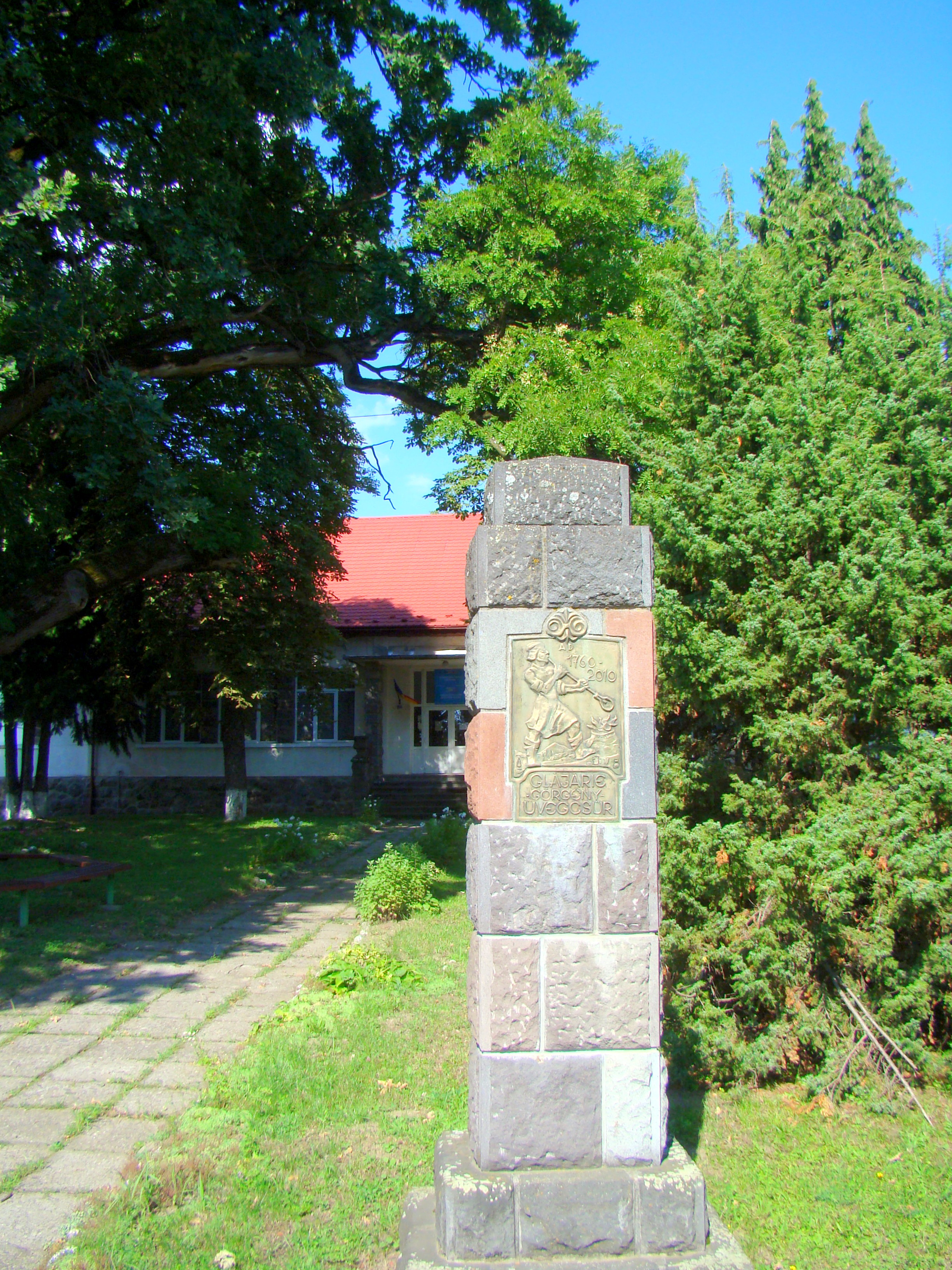
Monumentul care marchează 250 de ani de la atestarea localității
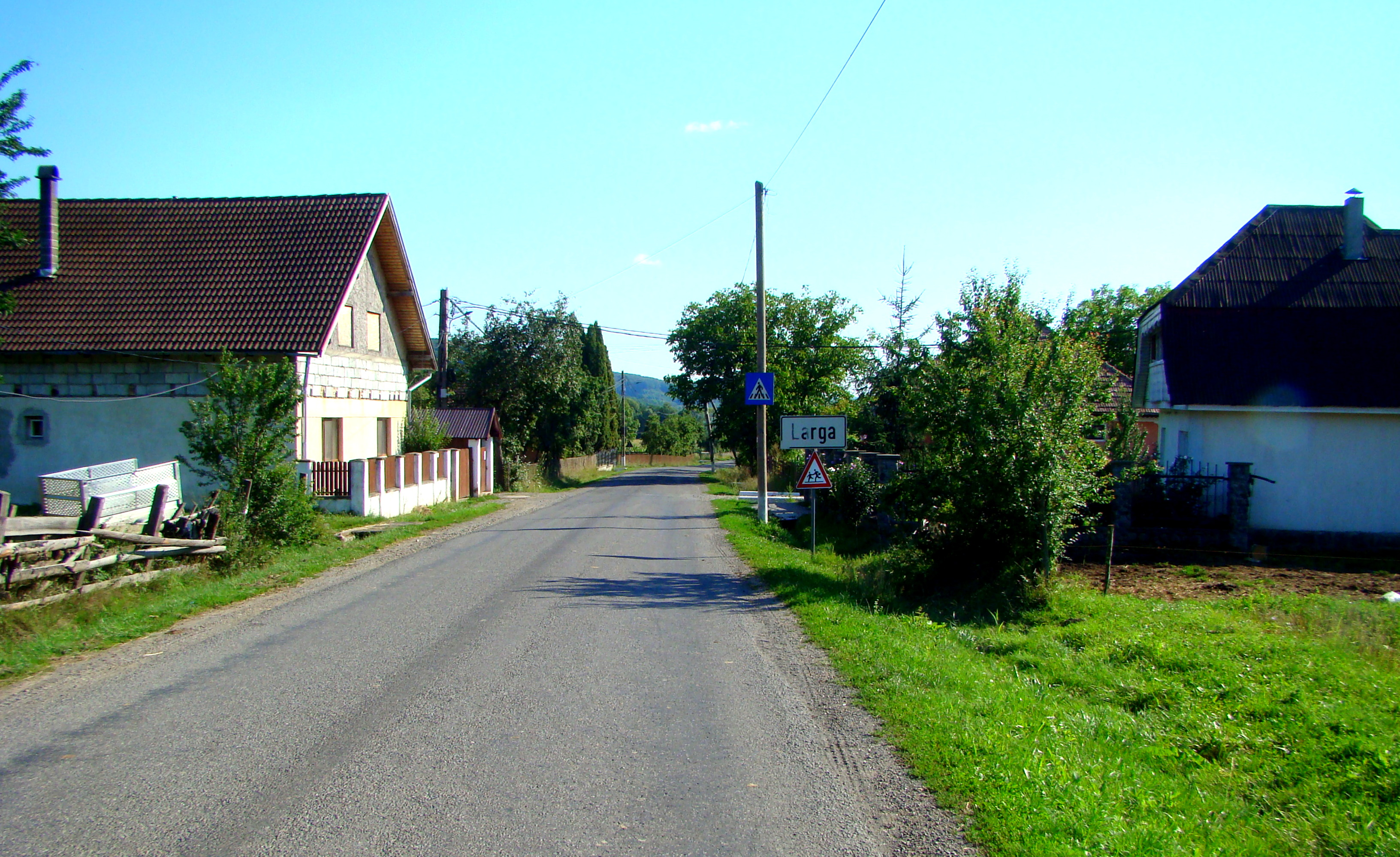
Satul Larga
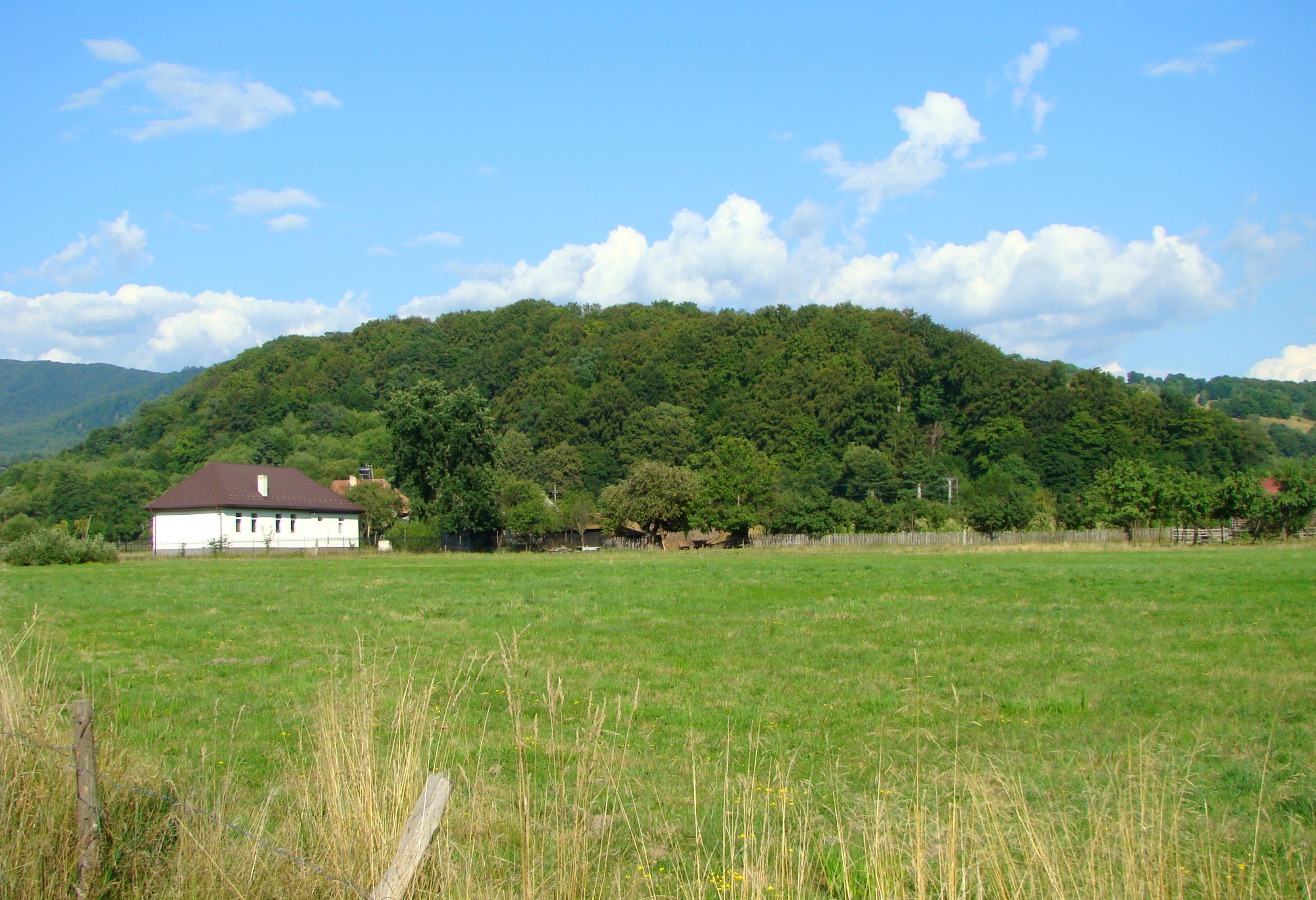
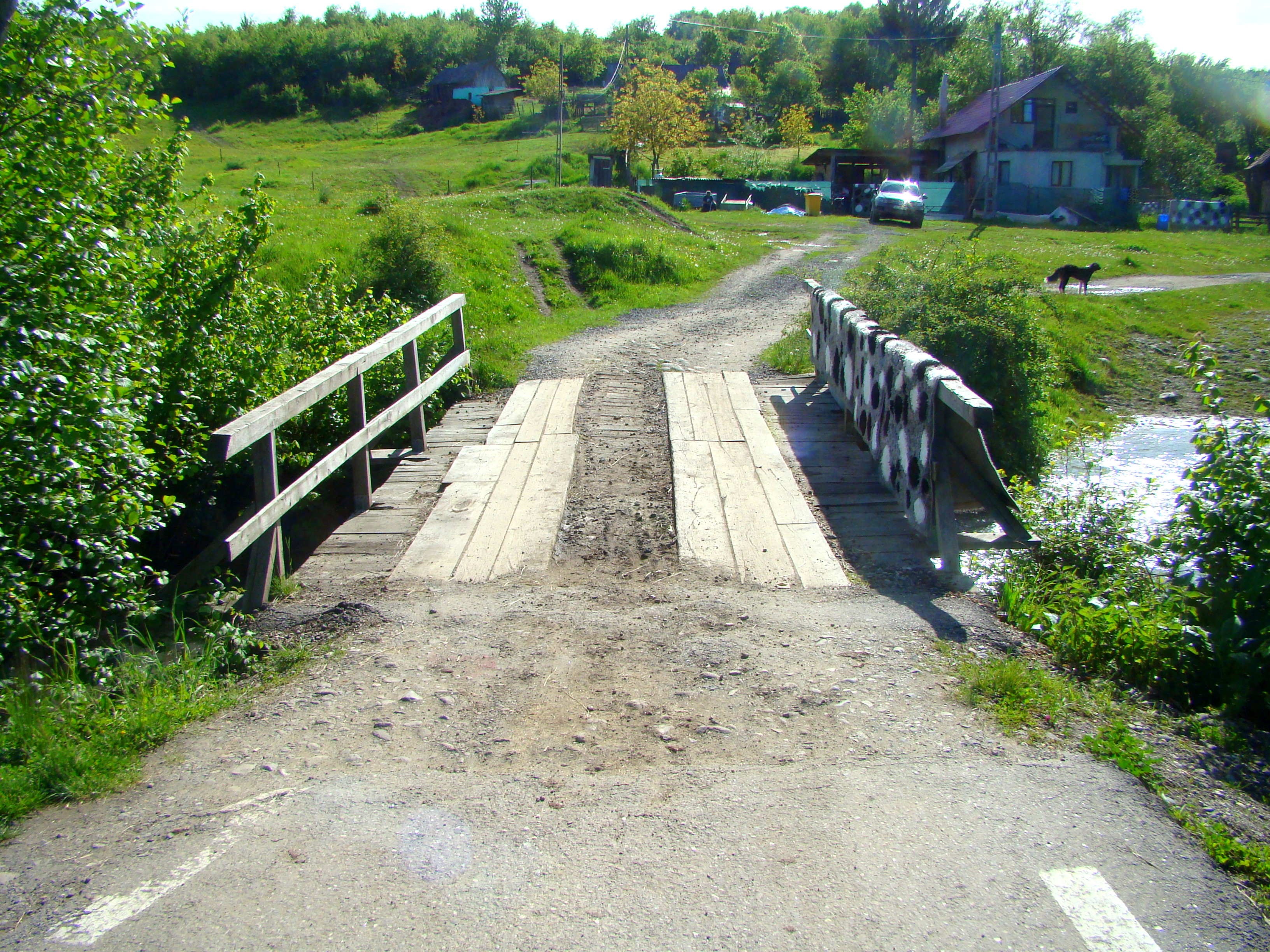
Orșova-Pădure
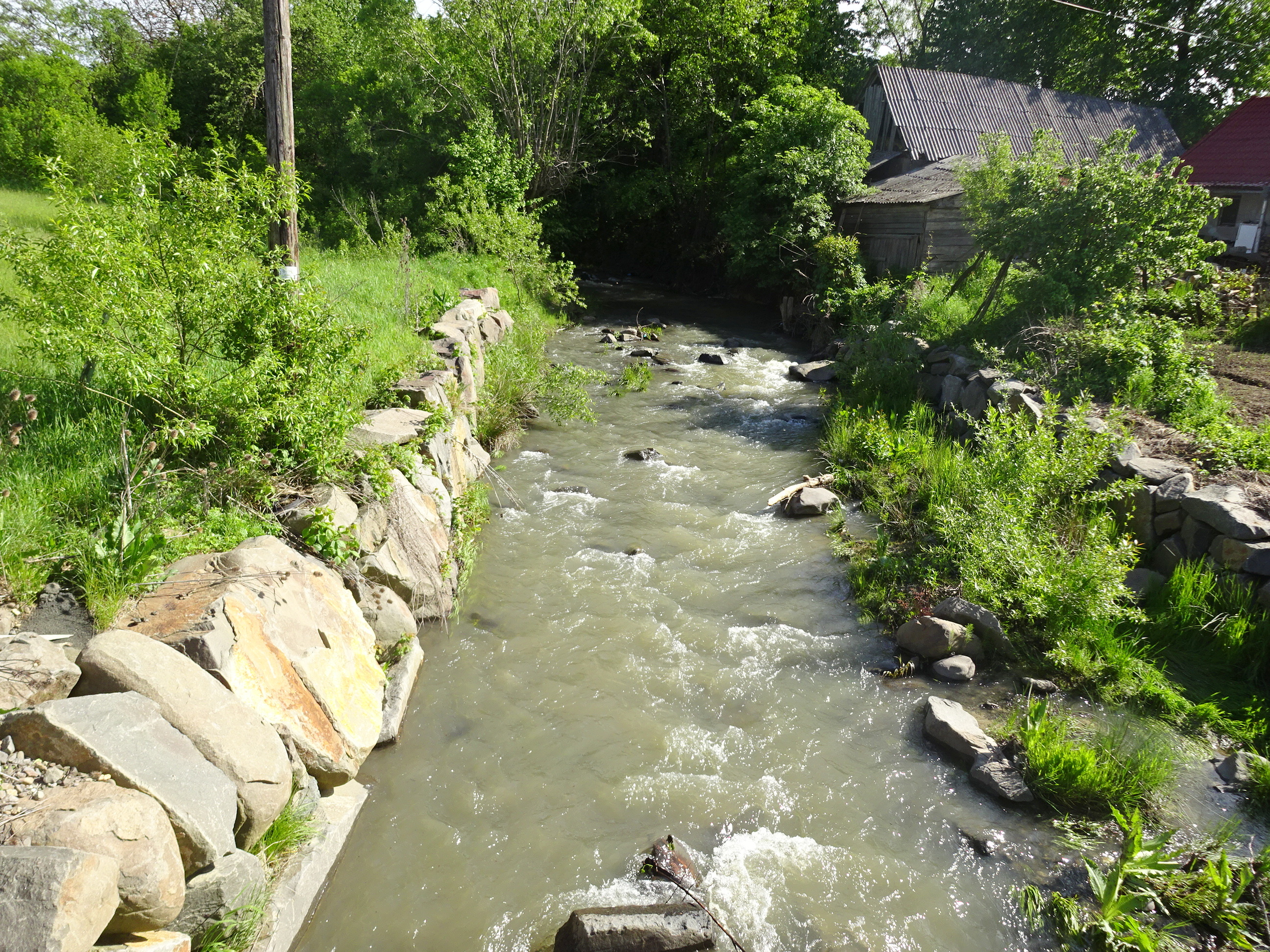
Râul Orșova în satul Orșova-Pădure
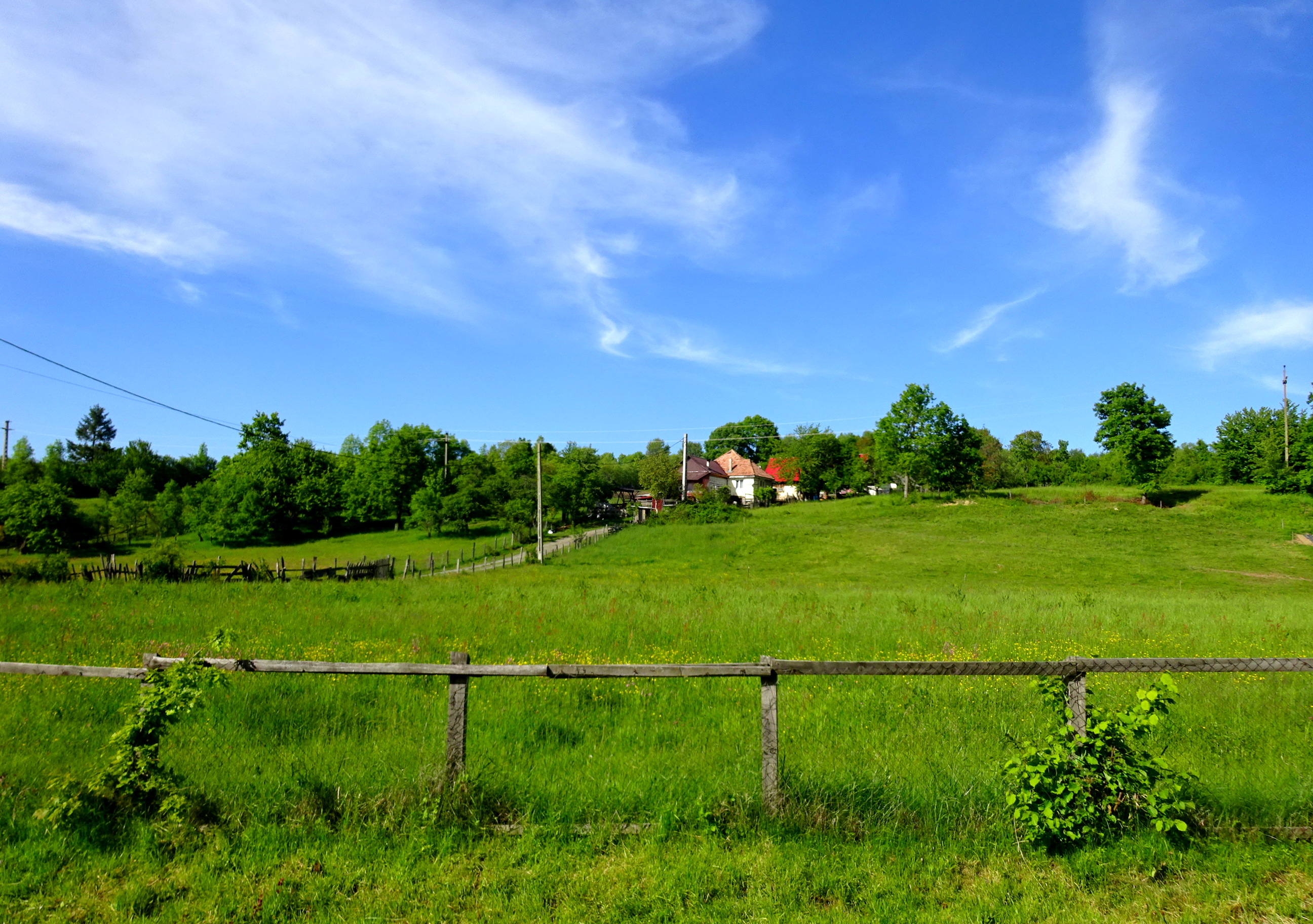
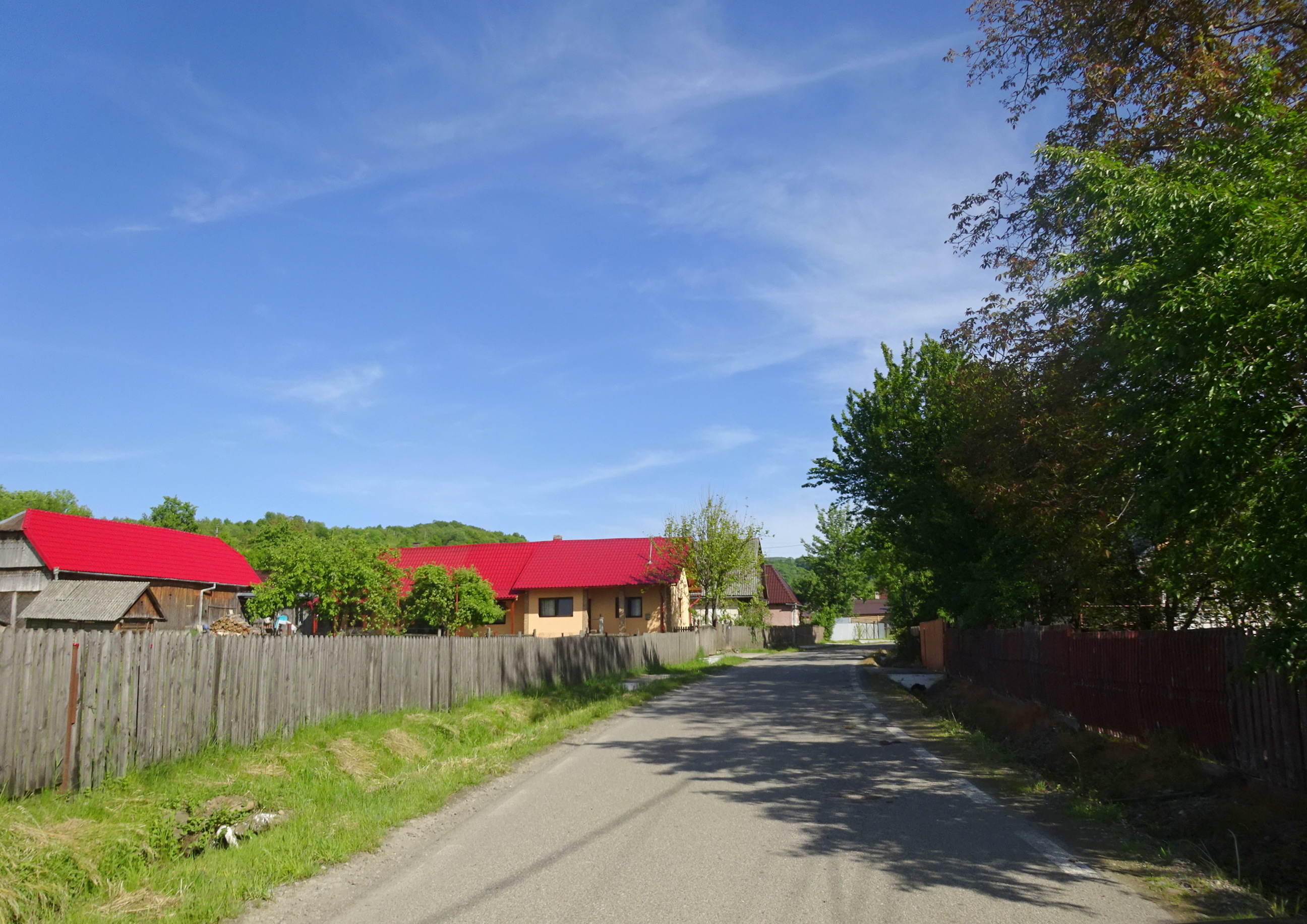
Orșova-Pădure
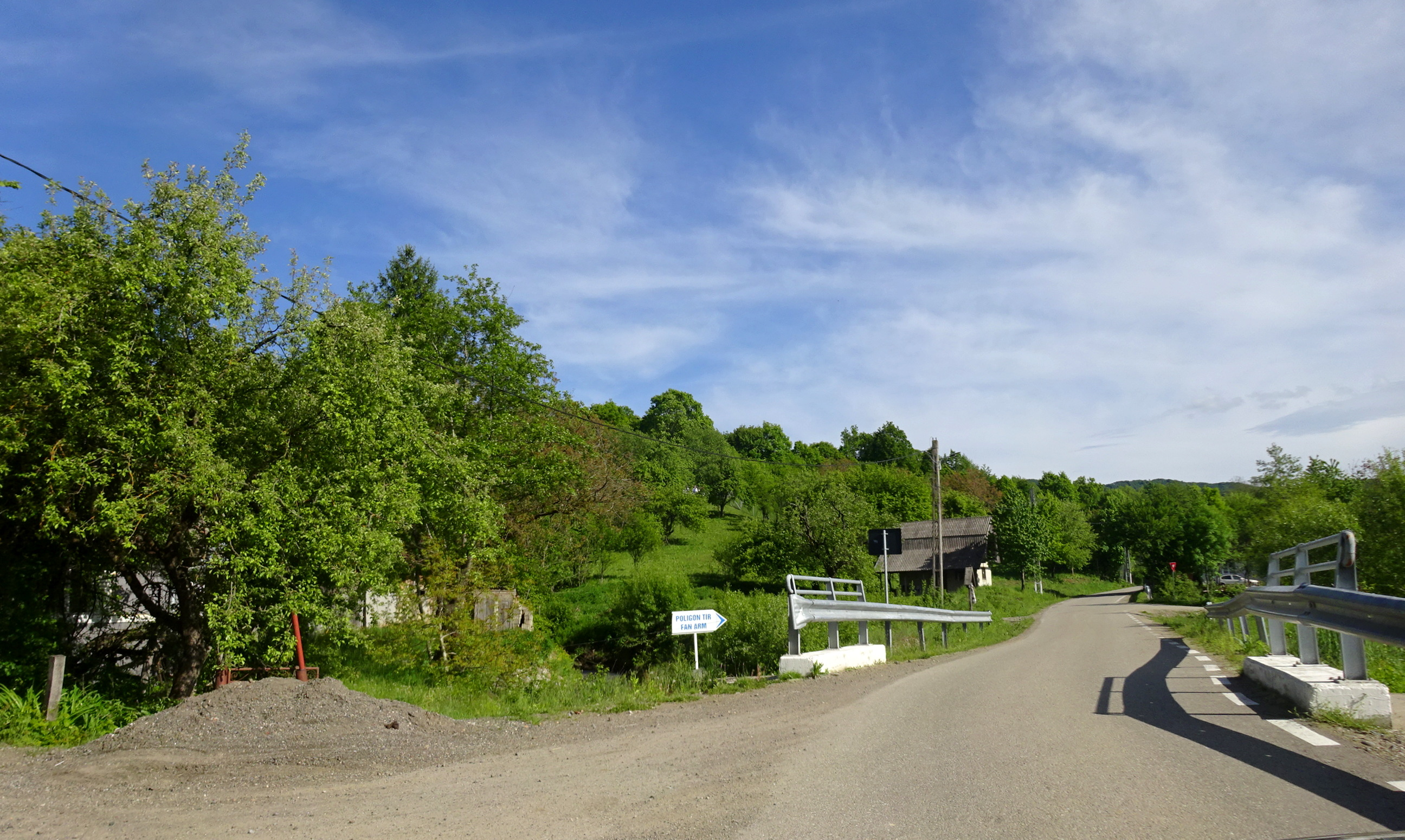
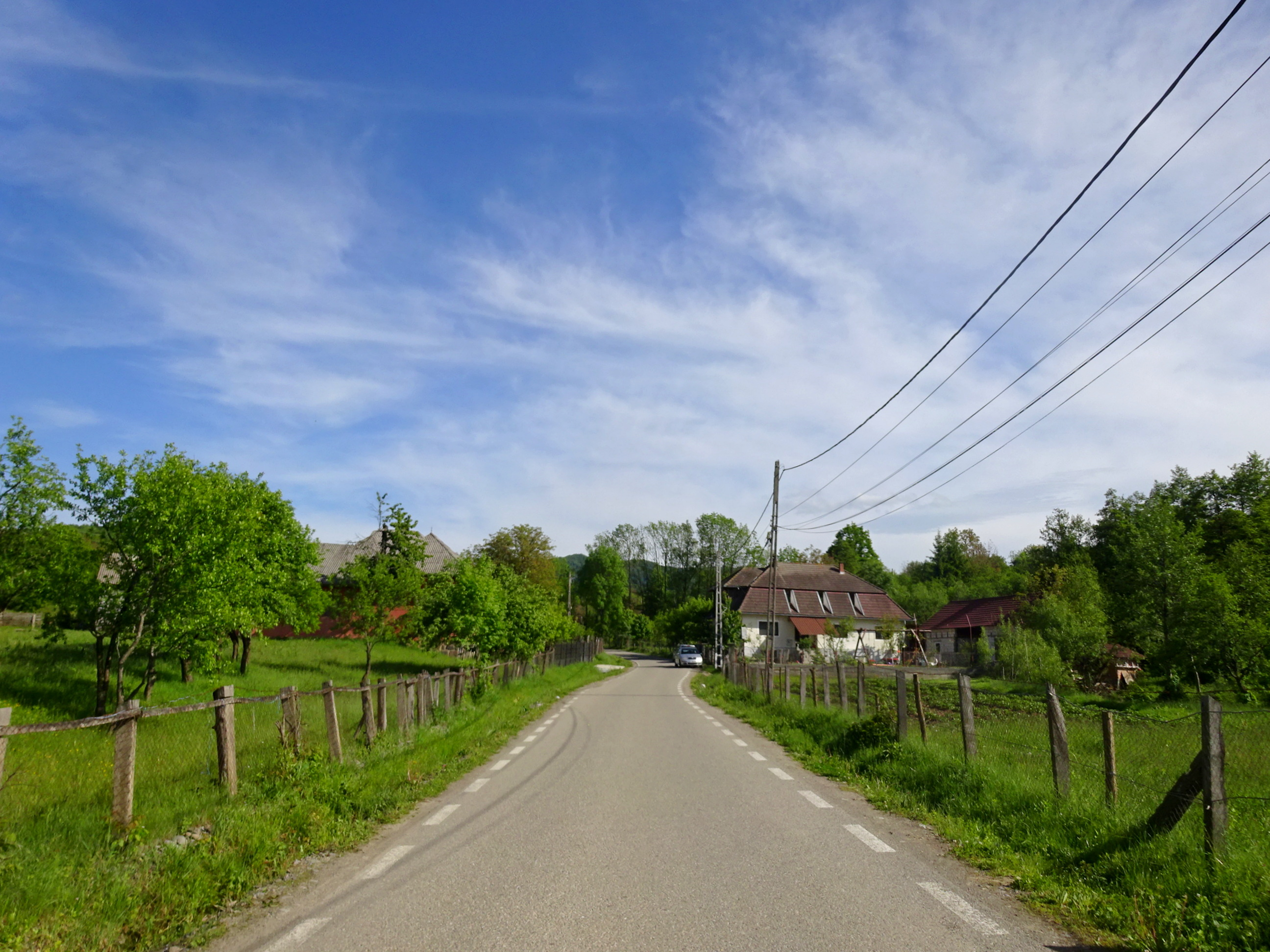
Orșova-Pădure
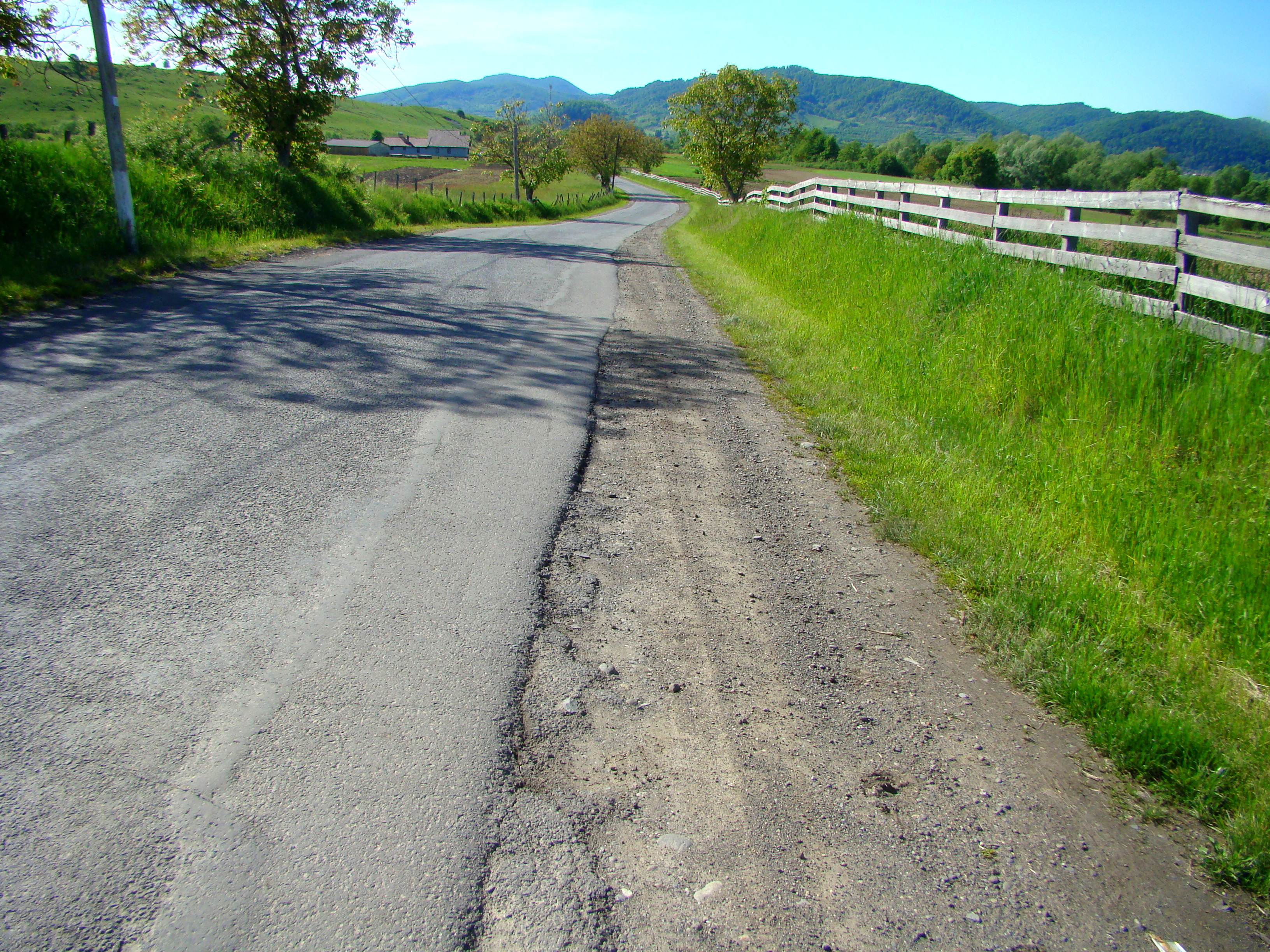
Drumul spre satul Orșova
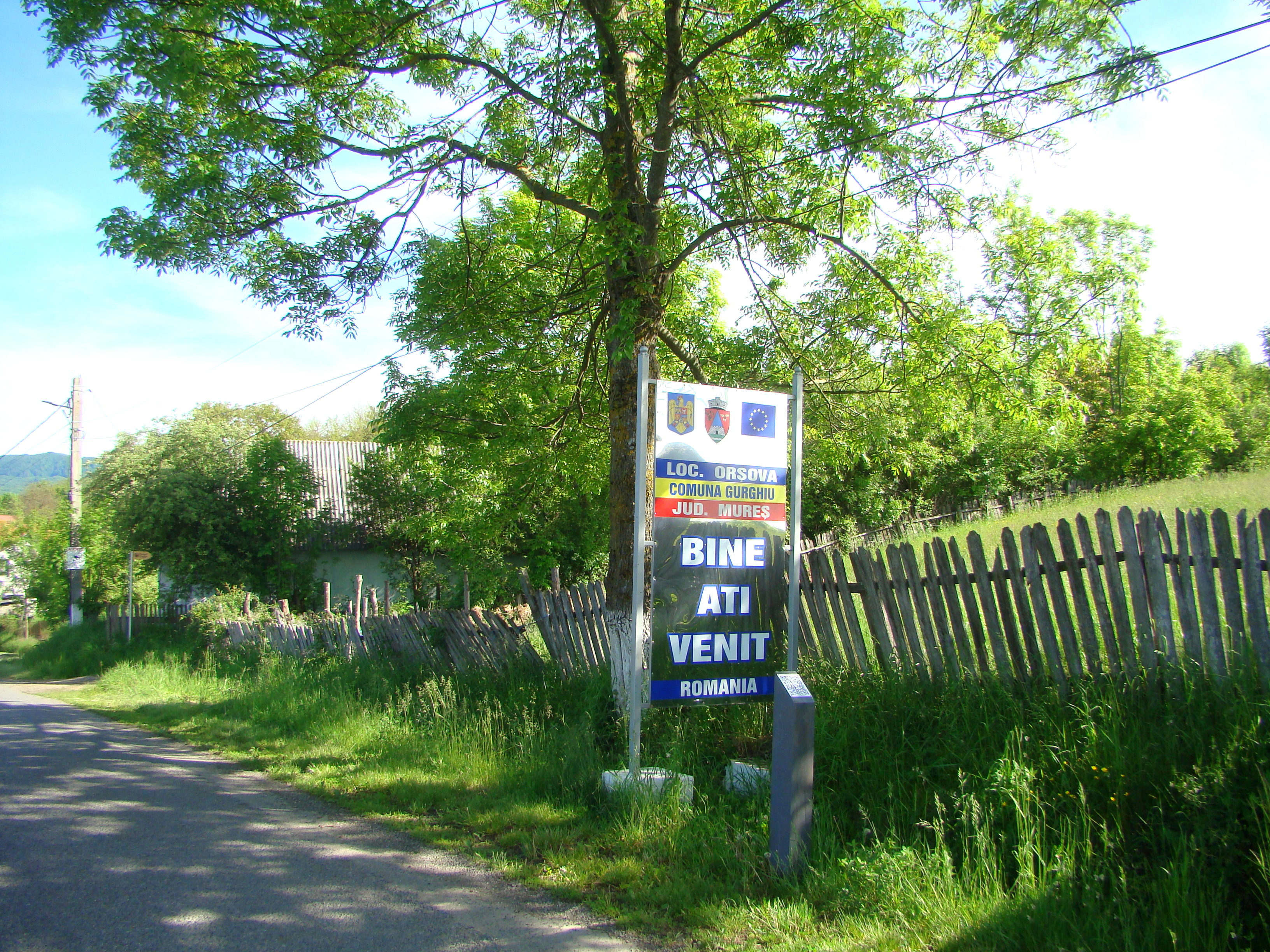
Intrarea în localitate
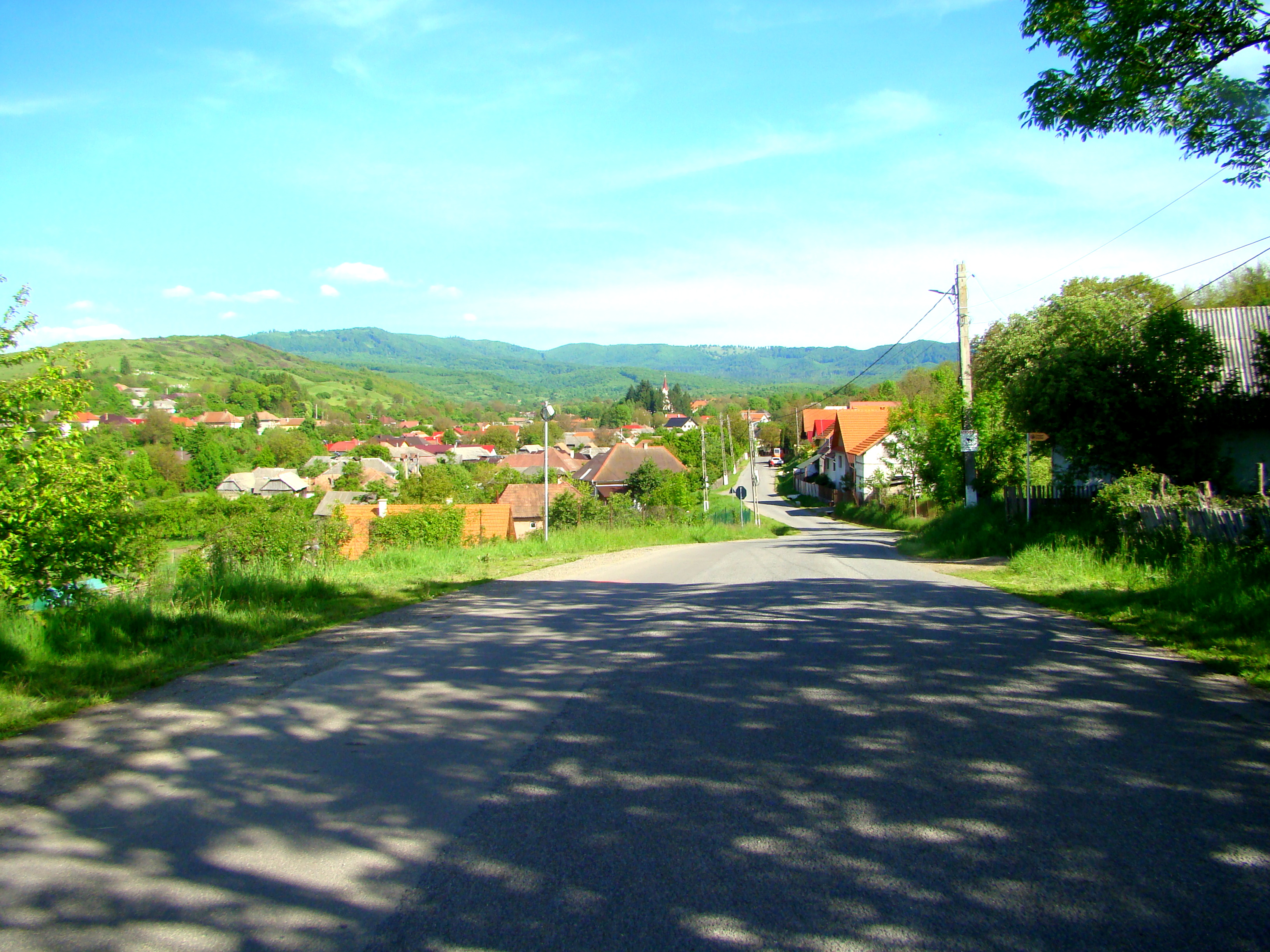
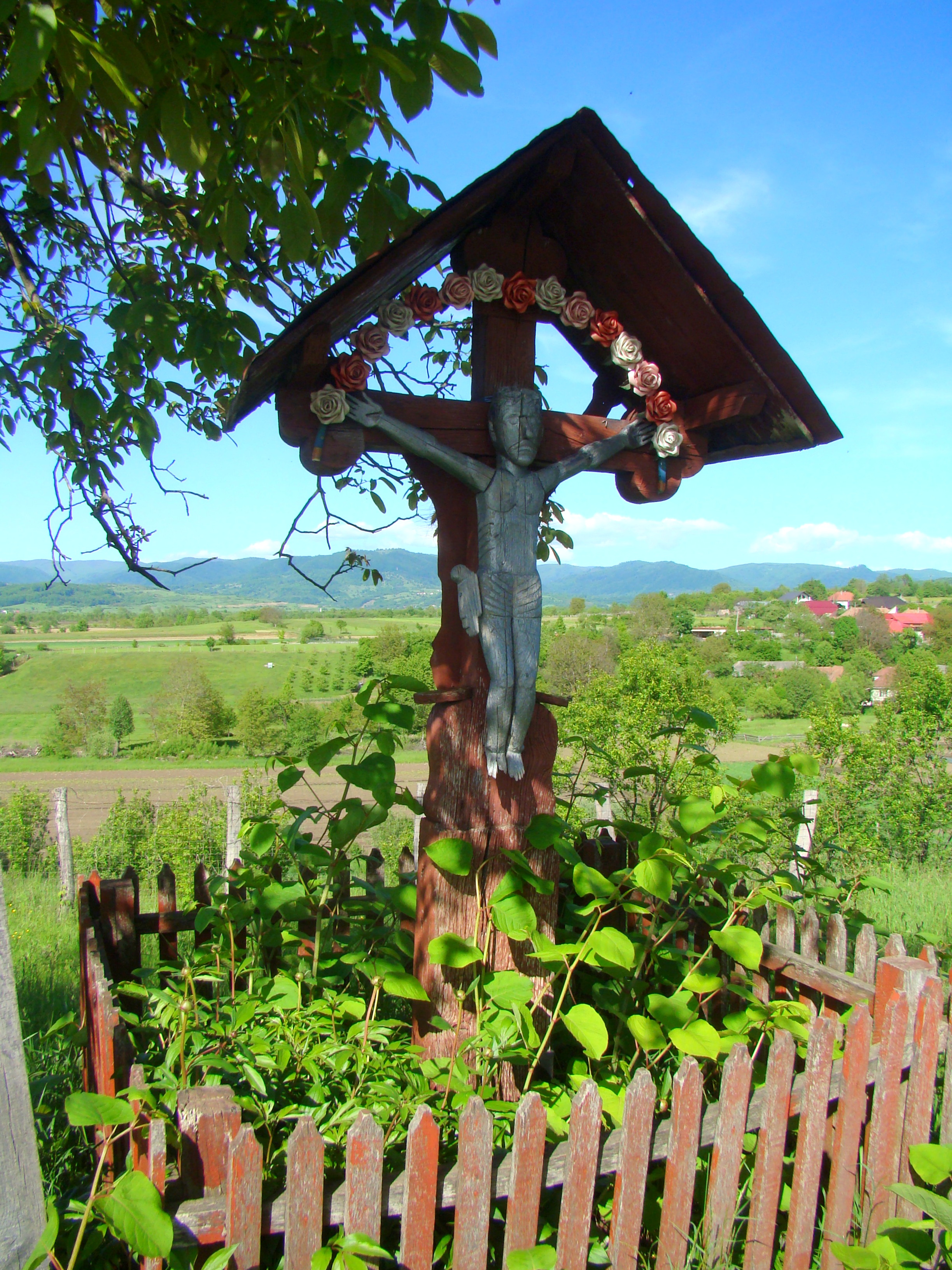
Troița
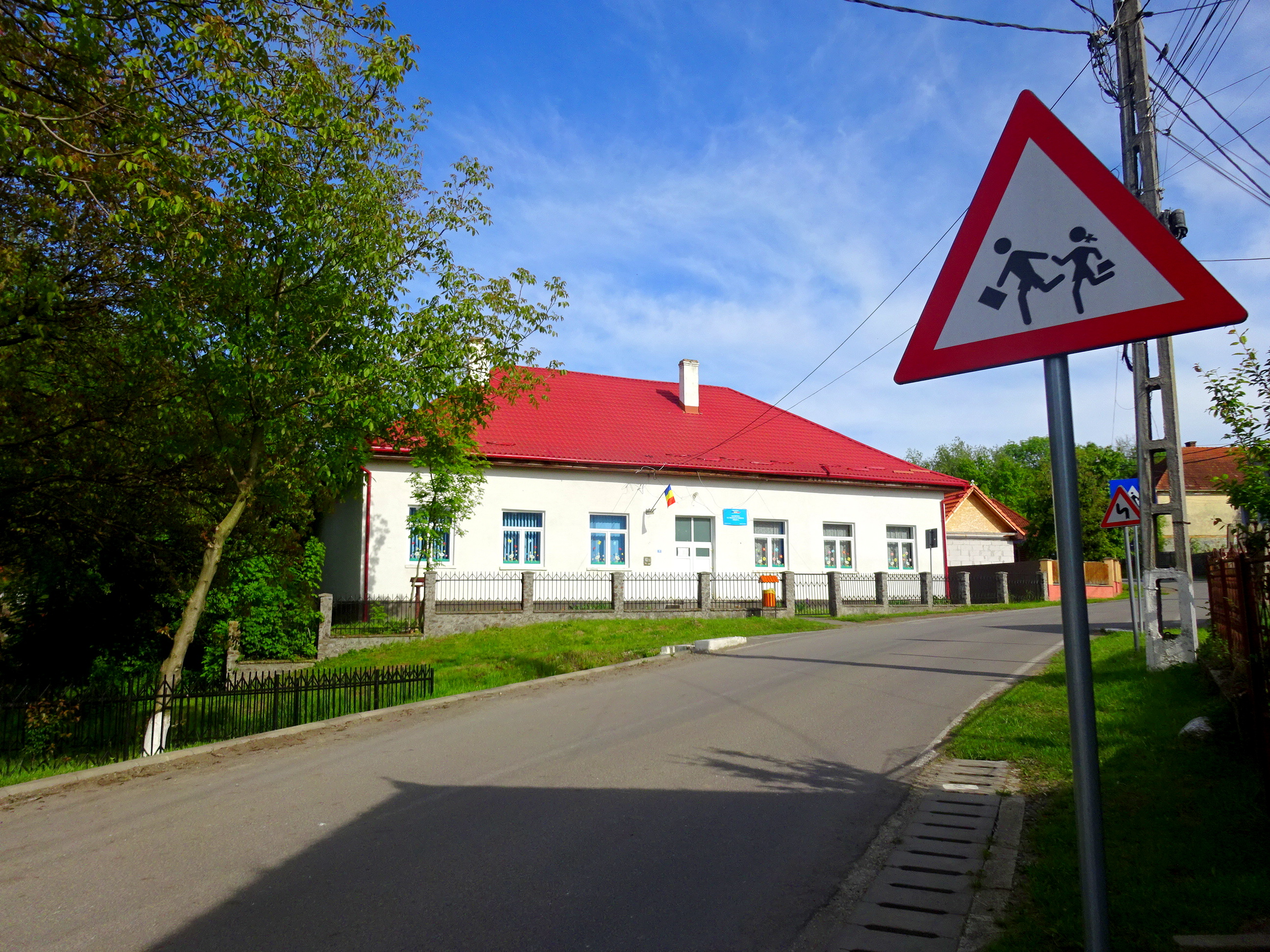
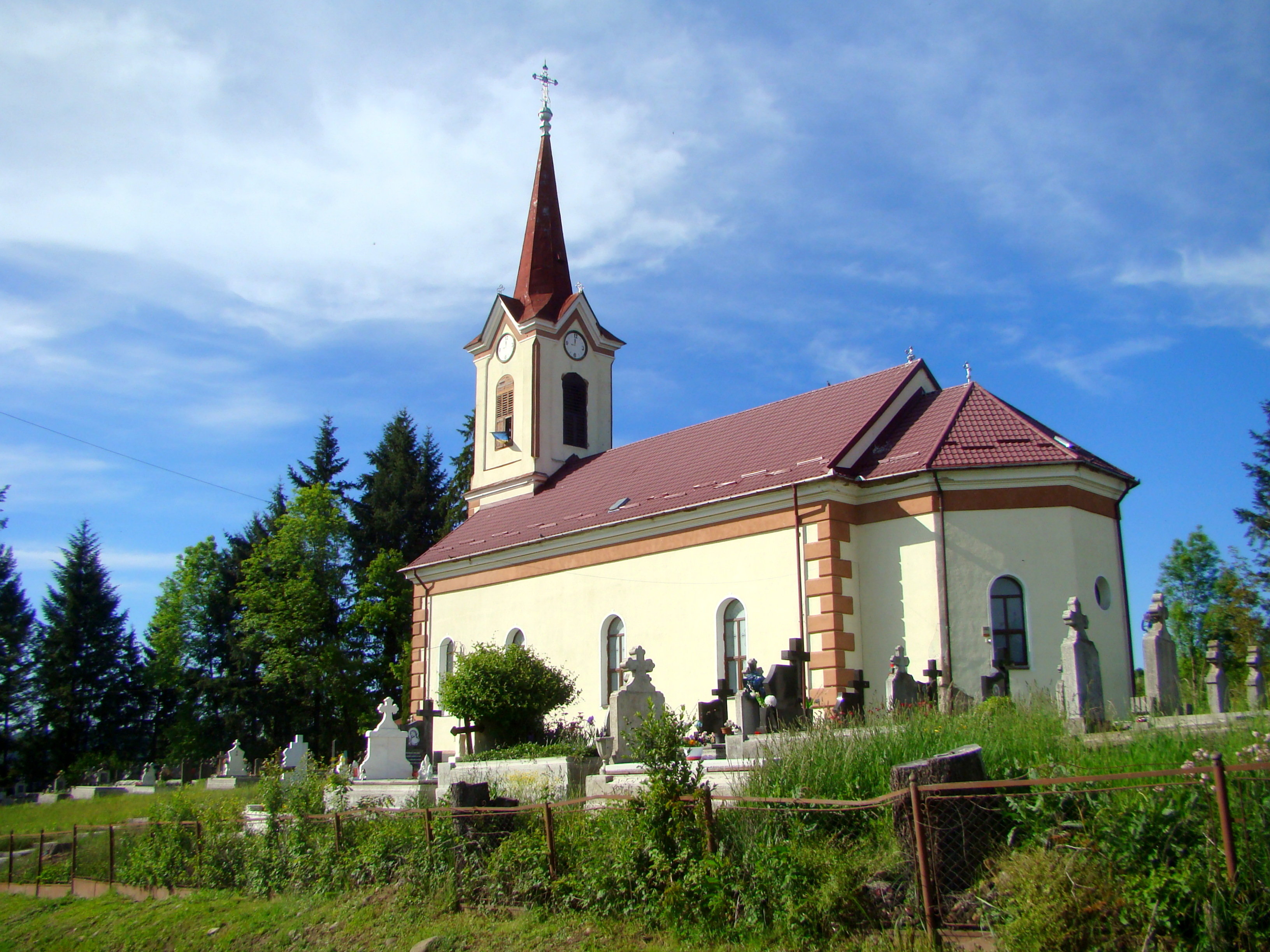
Biserica ortodoxă din Orșova
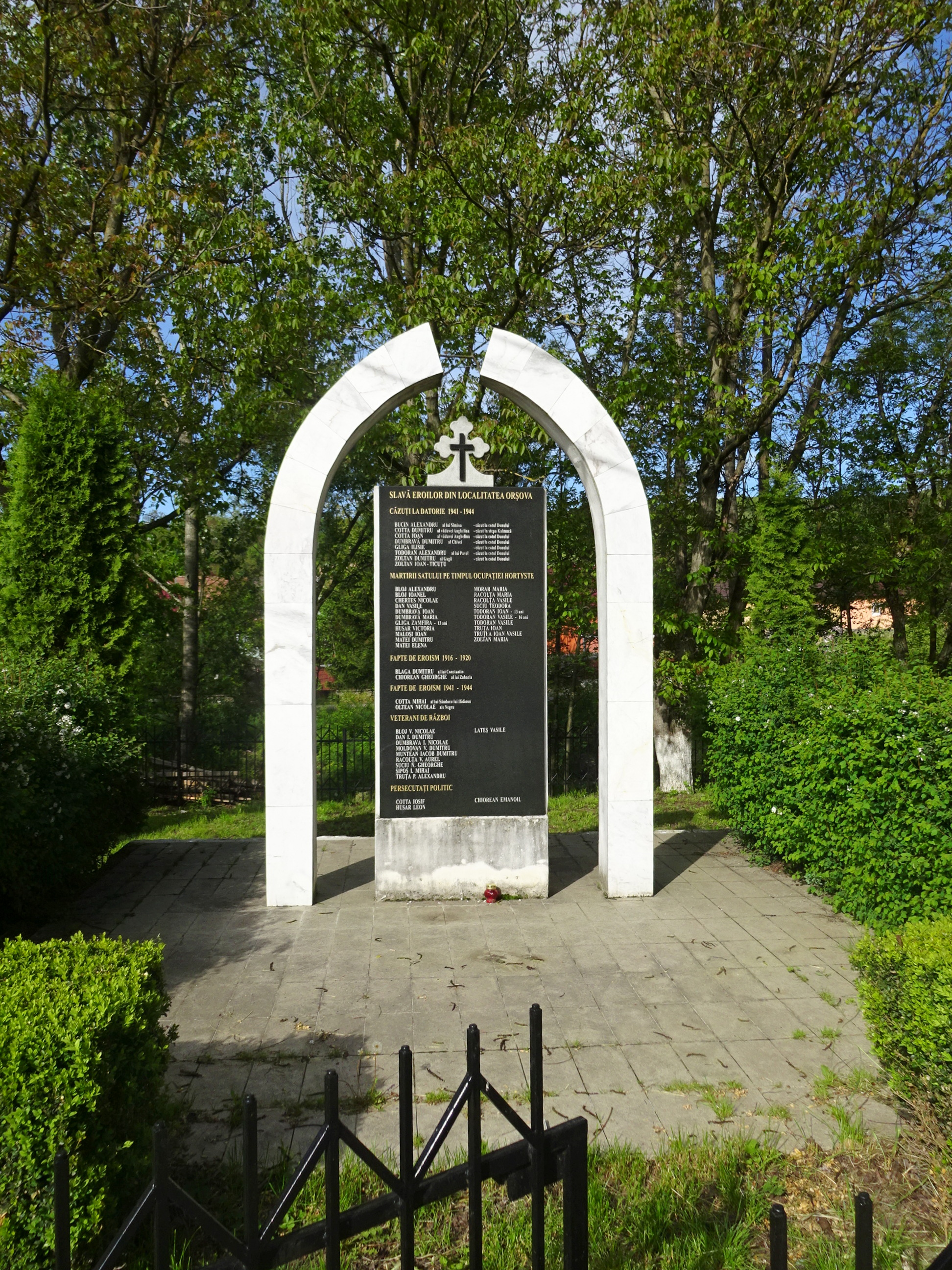
Monumentul eroilor